# Duero
El Duero (en portugués: Douro) es el río más importante del noroeste de la península ibérica. Nace en la falda sur del pico Urbión, a unos 2160 metros sobre el nivel del mar, y desemboca en el océano Atlántico, en el estuario de Oporto. Tiene 897 kilómetros de largo, con 572 de recorrido en territorio español, 213 navegables por tierras portuguesas y 112 de carácter internacional, al delimitar su curso la frontera entre ambos países. En este último tramo, el cauce se estrecha y profundiza, formando los denominados arribes, protegidos con la creación de los parques naturales del Duero Internacional en Portugal y de Arribes del Duero en España.
Posee la mayor cuenca hidrográfica de la península ibérica, al ocupar 98 073 km², de los que 78 859 km² corresponden al territorio español y 19 214 km² al portugués. La parte española incluye territorios de las comunidades autónomas de Castilla y León, Galicia, Cantabria, La Rioja, Castilla-La Mancha, Extremadura y la Comunidad de Madrid, aunque algo más del 98 % de la superficie corresponde a Castilla y León, comunidad en la que destaca por los cultivos de cereal, así como por la producción de vinos de gran calidad, destacando, sobre todo por su fama, los de la denominación de origen Ribera del Duero. Administrativamente, discurre por las provincias españolas de Soria, Burgos, Valladolid, Zamora y Salamanca, y los distritos portugueses de Braganza, Guarda, Vila Real, Viseo, Oporto y Aveiro. El 14 de diciembre de 2001, la región vitícola del Alto Duero, que cubre gran parte de su recorrido por Portugal, y donde se cultivan las cepas del vino de Oporto, fue catalogada patrimonio de la humanidad por la Unesco, en la categoría de paisaje cultural.
Es el río de mayor caudal absoluto de la península ibérica. Tiene una tupida red de afluentes que recogen aguas de la cordillera Cantábrica, el sistema Ibérico y el Central, responsables de su elevado caudal. De todos ellos, los más importantes son el Pisuerga y el Esla, por el norte, y el Adaja y el Tormes, por el sur. Además, con sus 897 kilómetros, es el tercer río más largo de la península, tras el Tajo y el Ebro.

## Topónimo
El origen de su nombre proviene del latín Durius flumen, cuyo equivalente griego es Δούριος ποταμός[cita requerida], y que a su vez podría tener su origen en la raíz celta *dubro- y este del proto-celta *Dur cuyo significado podría ser «agua» al compararlo con los términos dŵr (del galés moderno), dour (del bretón moderno) o dobhar (del irlandés moderno).
Los romanos podrían haber adoptado este nombre de las tribus celtas que habitaron a lo largo de su curso y que adoraban al dios Durius, personificación del río Duero y que se le representaba sosteniendo una red de pesca.

## Historia geológica
Su origen geomorfológico está en una cuenca endorreica que acumuló sedimentos en un sistema lacustre central durante buena parte de la era cenozoica, hasta que se abrió un desagüe hacia el Atlántico. Esto pudo suceder bien mediante una captura fluvial desde el Atlántico (por erosión remontante), o bien por un cambio climático a condiciones húmedas que hiciera rebosar el nivel del agua en la cuenca. La actividad tectónica a partir de esos periodos no ha generado un relieve significativo y no podría haber contribuido sustancialmente a este cambio de drenaje. Posteriormente, y de un modo paulatino, se establecería la actual jerarquía fluvial de la cuenca. Se desconoce en qué momento tuvo lugar la apertura (exorreísmo) de la cuenca, pero la sedimentación lacustre masiva más reciente es de hace unos nueve millones de años.

### Longitud y caudal
Su longitud es de 897 km, de los que unos 213 km son portugueses, 112 km son fronterizos (internacionales) y el resto discurre en España, unos 572 km. Su cuenca pertenece, la mayor parte, a zonas de clima seco, aunque sus afluentes norteños recogen aguas de la cordillera Cantábrica, que es mucho más húmeda, además de las abundantes aportaciones de los ríos Tormes, Huebra y Águeda por el sur.
Su caudal medio, antes de desembocar en el Atlántico, en la estación de aforo de Oporto, oscila entre los 650 m³/s y los 675 m³/s, mientras que en la frontera entre España y Portugal es de 570 m³/s. La regulación natural es de 840 hm³/año y su coeficiente de escorrentía es del 31 %. No obstante, su caudal relativo es bastante bajo: en Oporto varía entre 6,6 y 6,7 l/s y por km². Sólo en su nacimiento su alimentación es de régimen pluvio-nival, pues antes de pasar por Soria ya es un río de régimen pluvial (propio de un clima mediterráneo continentalizado), con la crecida en diciembre y en marzo, y el estiaje en agosto y septiembre.

### Perfil longitudinal
El perfil longitudinal del Duero es abrupto entre la cabecera en los Picos de Urbión y Soria. Allí comienza el tramo meseteño de escasa pendiente sobre terrenos terciarios, por el ancho cauce y riberas adyacentes. Aguas abajo de Zamora, el Duero se encaja en un abrupto congosto, los arribes, por donde el río abandona la Meseta perdiendo bruscamente altura hasta las bajas tierras portuguesas. En los Arribes se localiza el complejo sistema hidroeléctrico integrado por los embalses de Ricobayo, Villalcampo, Castro, Almendra y los fronterizos de Saucelle y Aldeadávila.

## Geografía

### Nacimiento

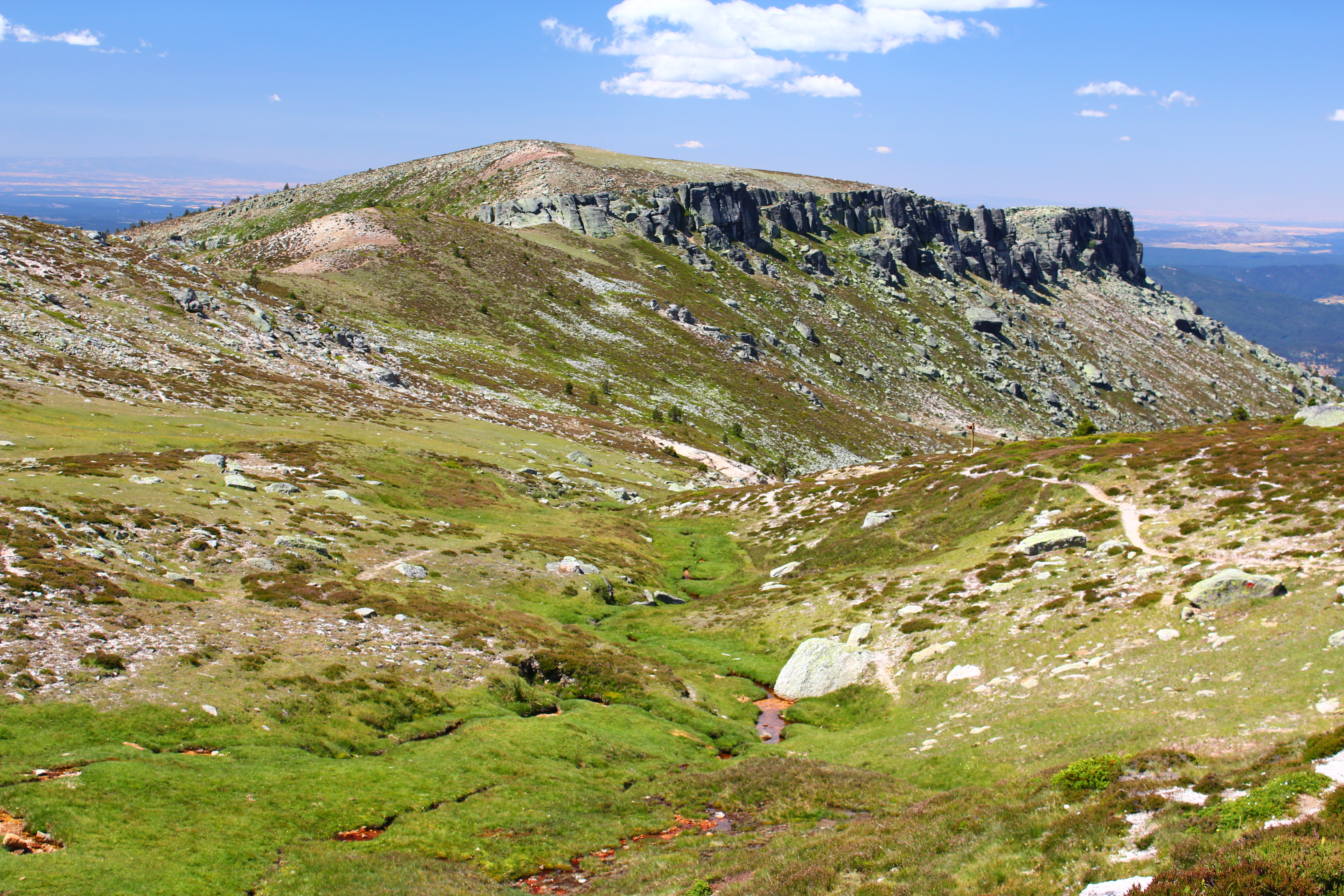
Fuentes del río Duero en los Picos de Urbión (2160 m s. n. m.), en el término municipal de Duruelo de la Sierra, en la provincia de Soria.

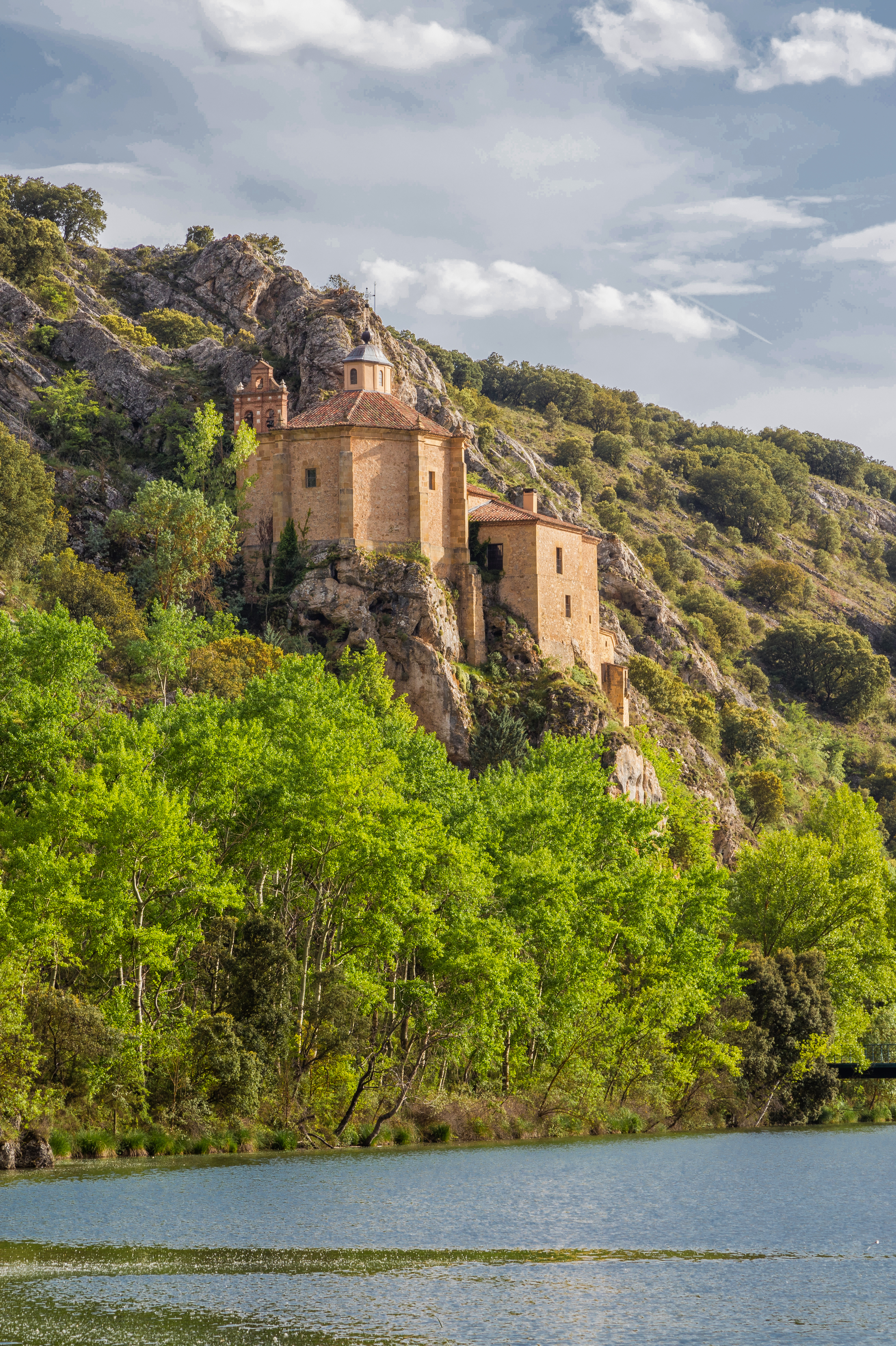
La ermita de San Saturio junto al río Duero, a su paso por Soria.

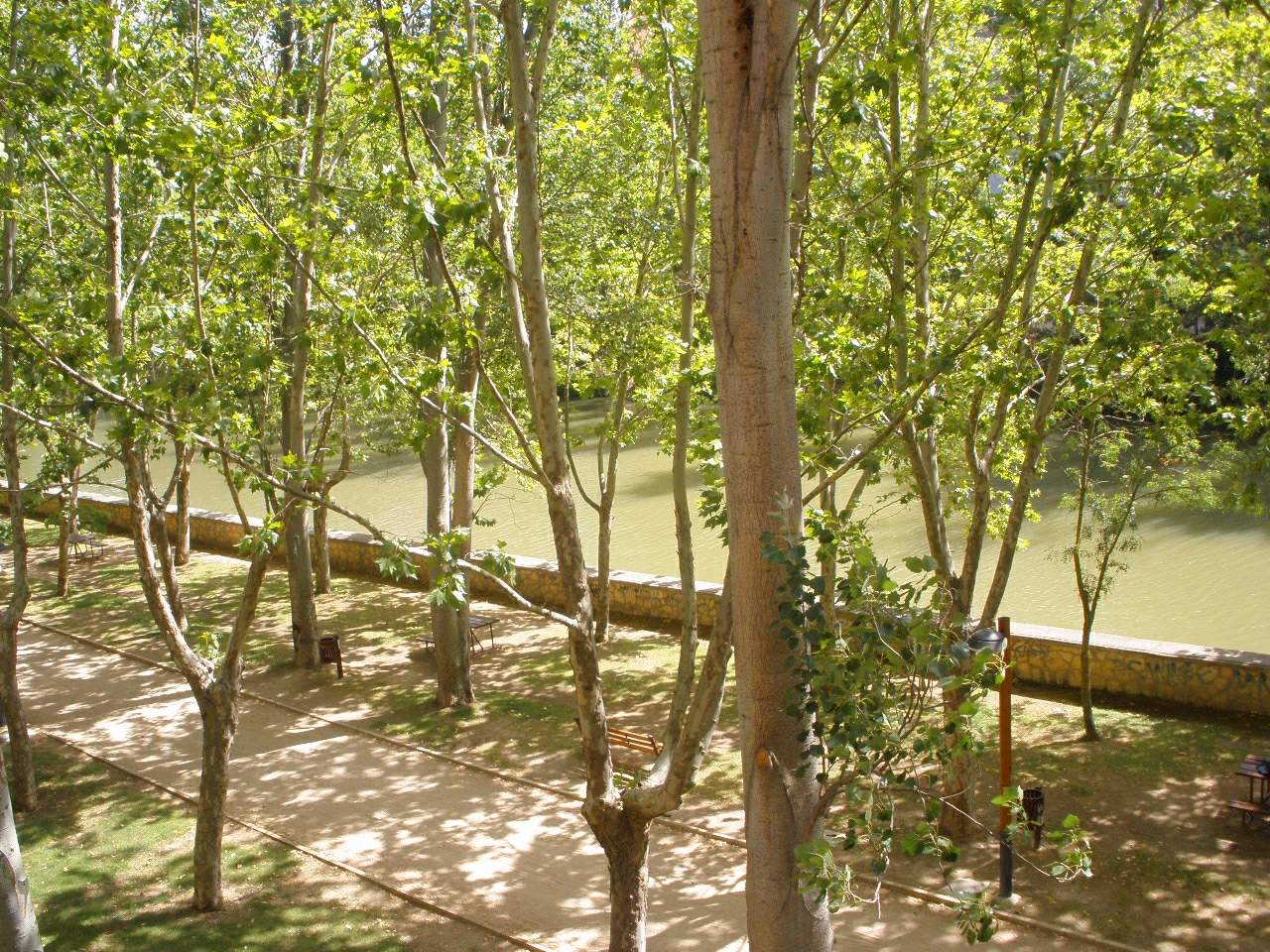
El río en Aranda de Duero.

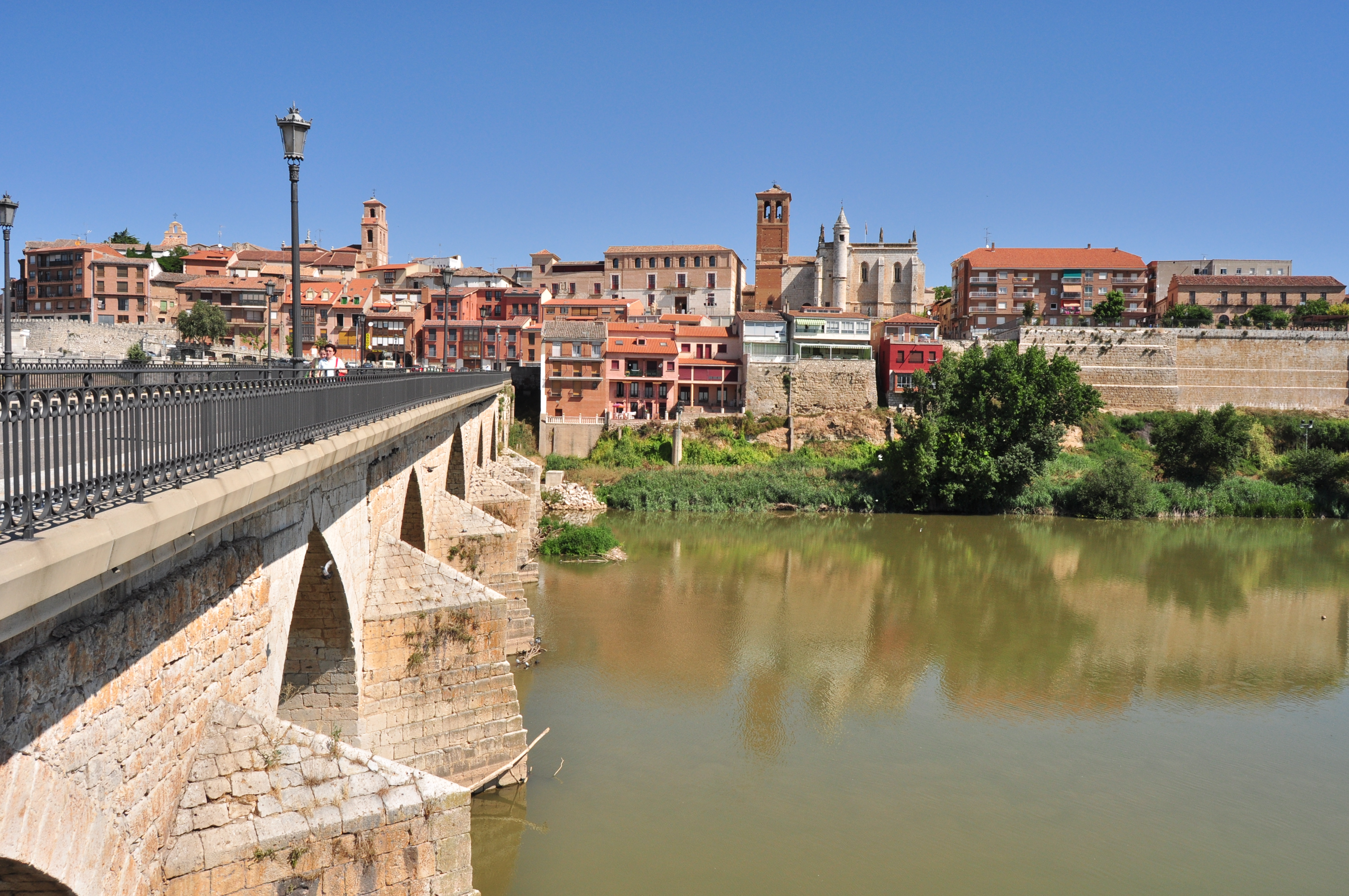
El Duero en Tordesillas.

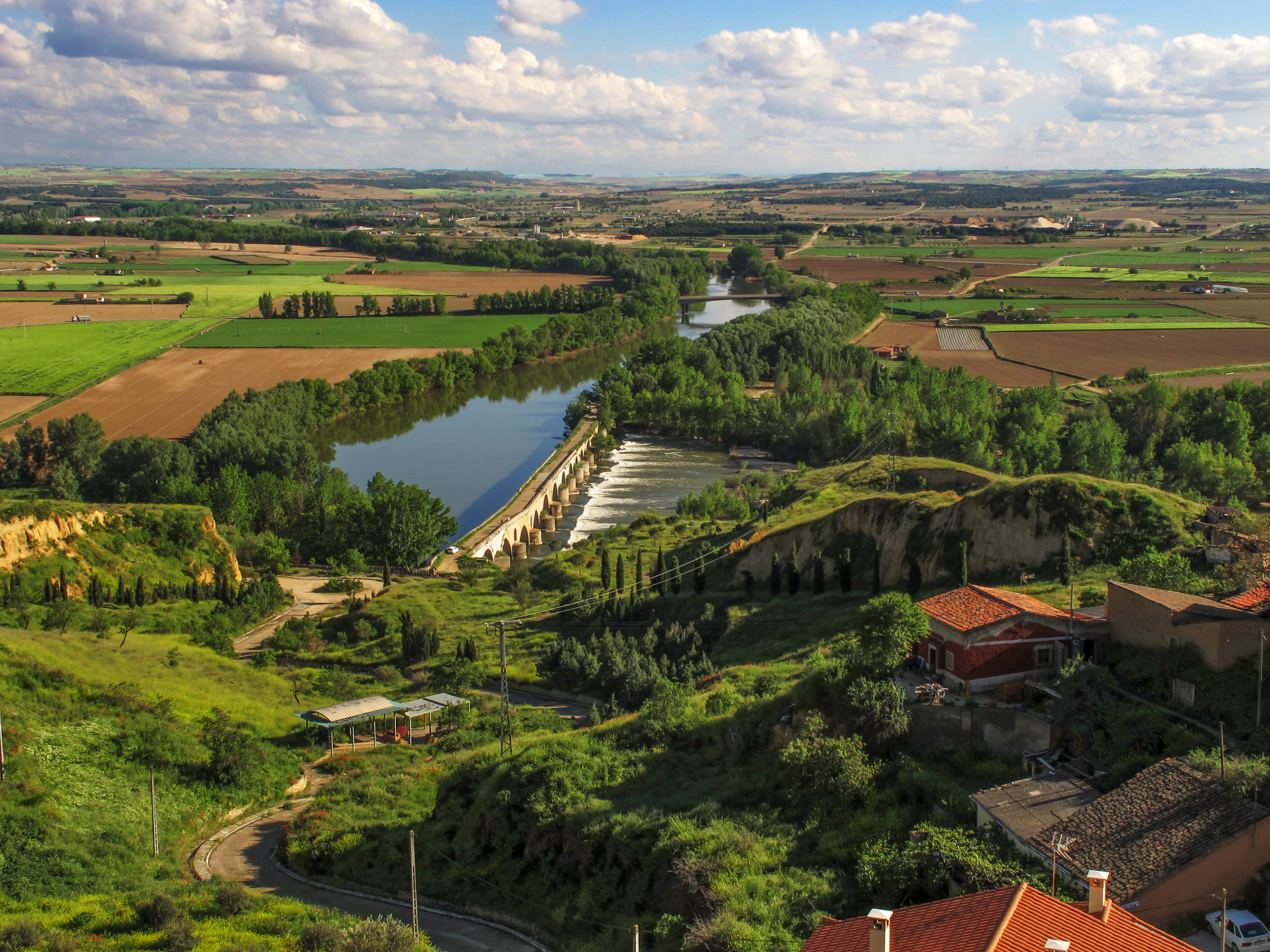
La vega del Duero en Toro.

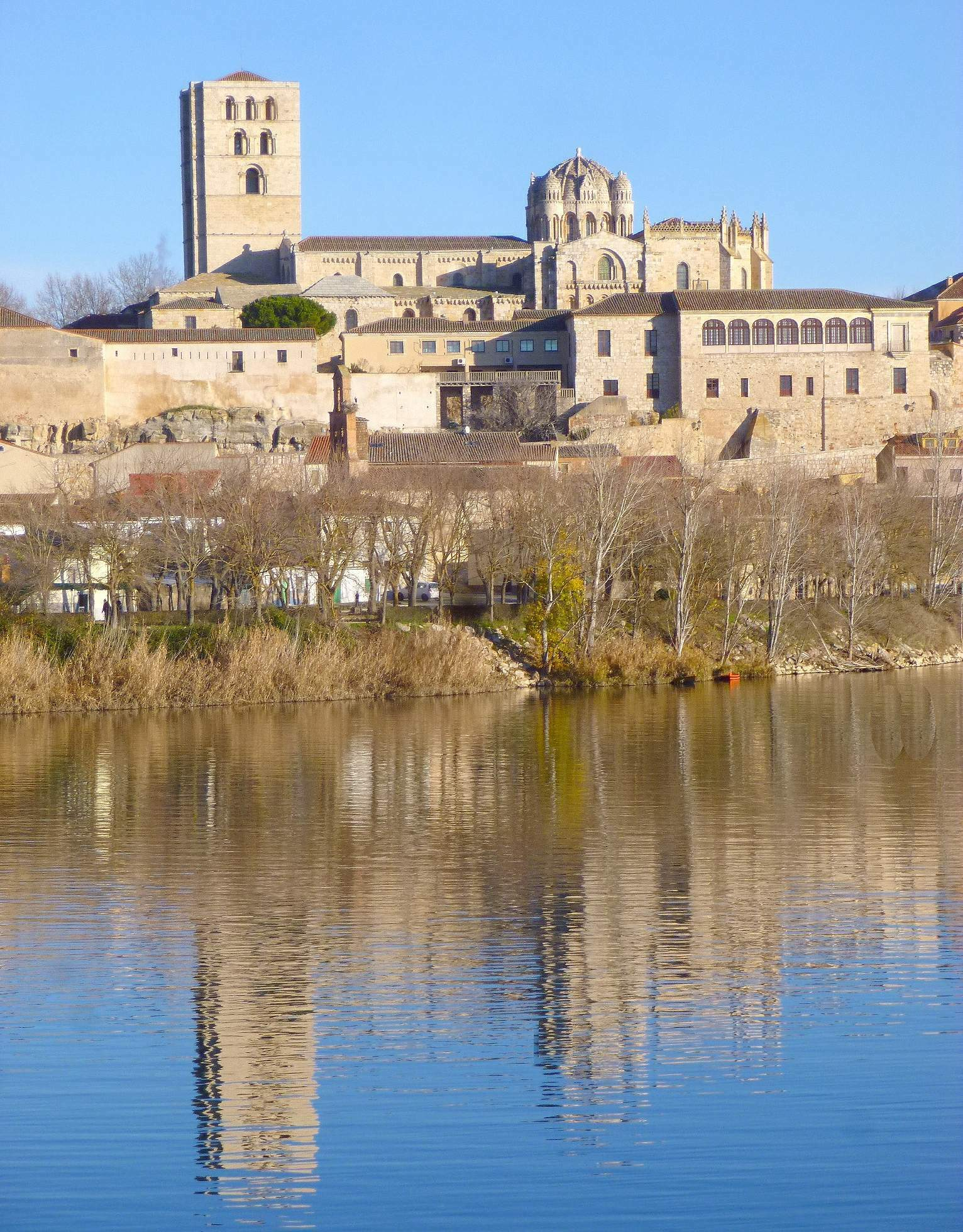
El Duero a su paso por Zamora.

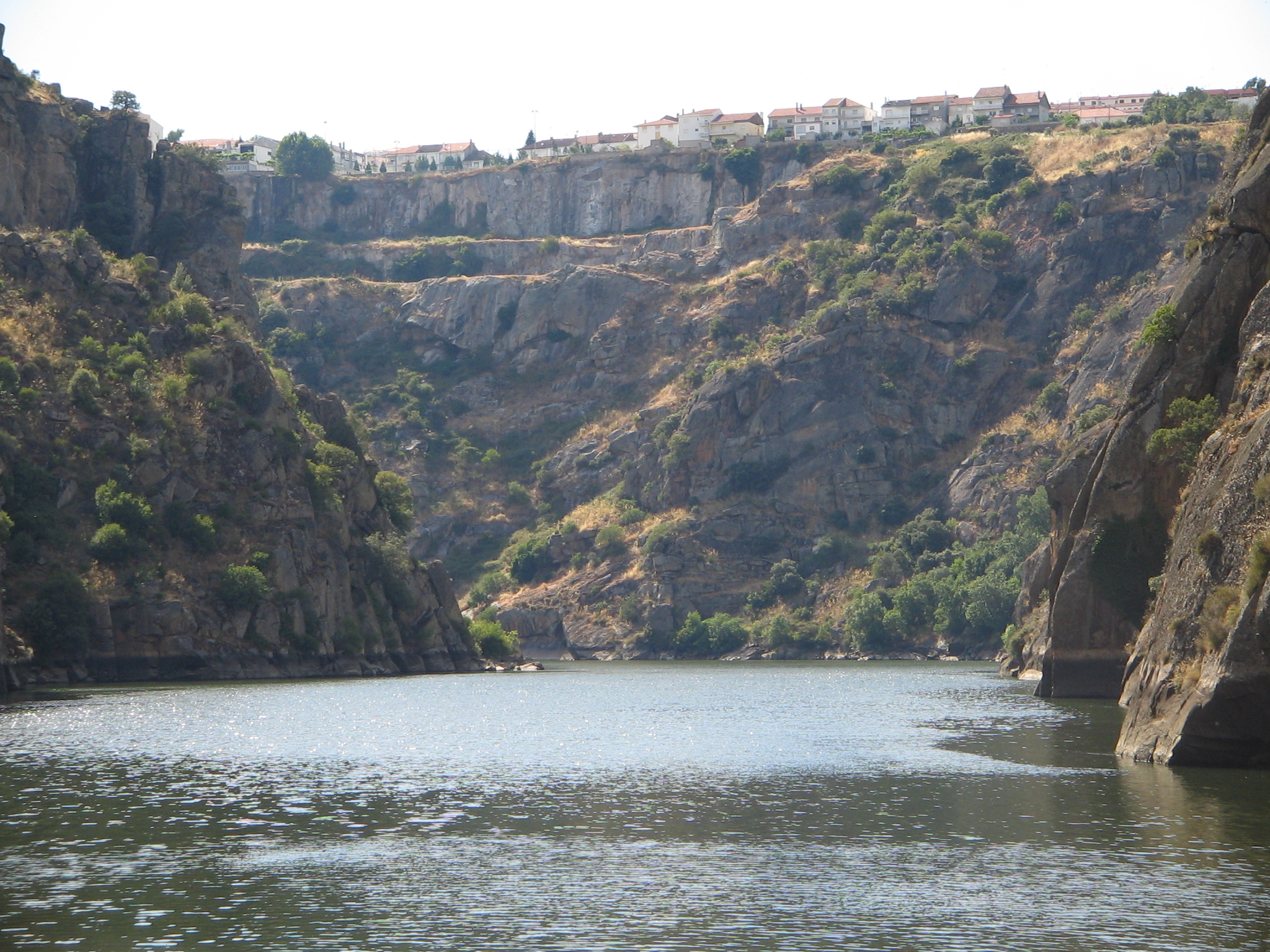
La localidad portuguesa de Miranda do Douro, en el Duero internacional.

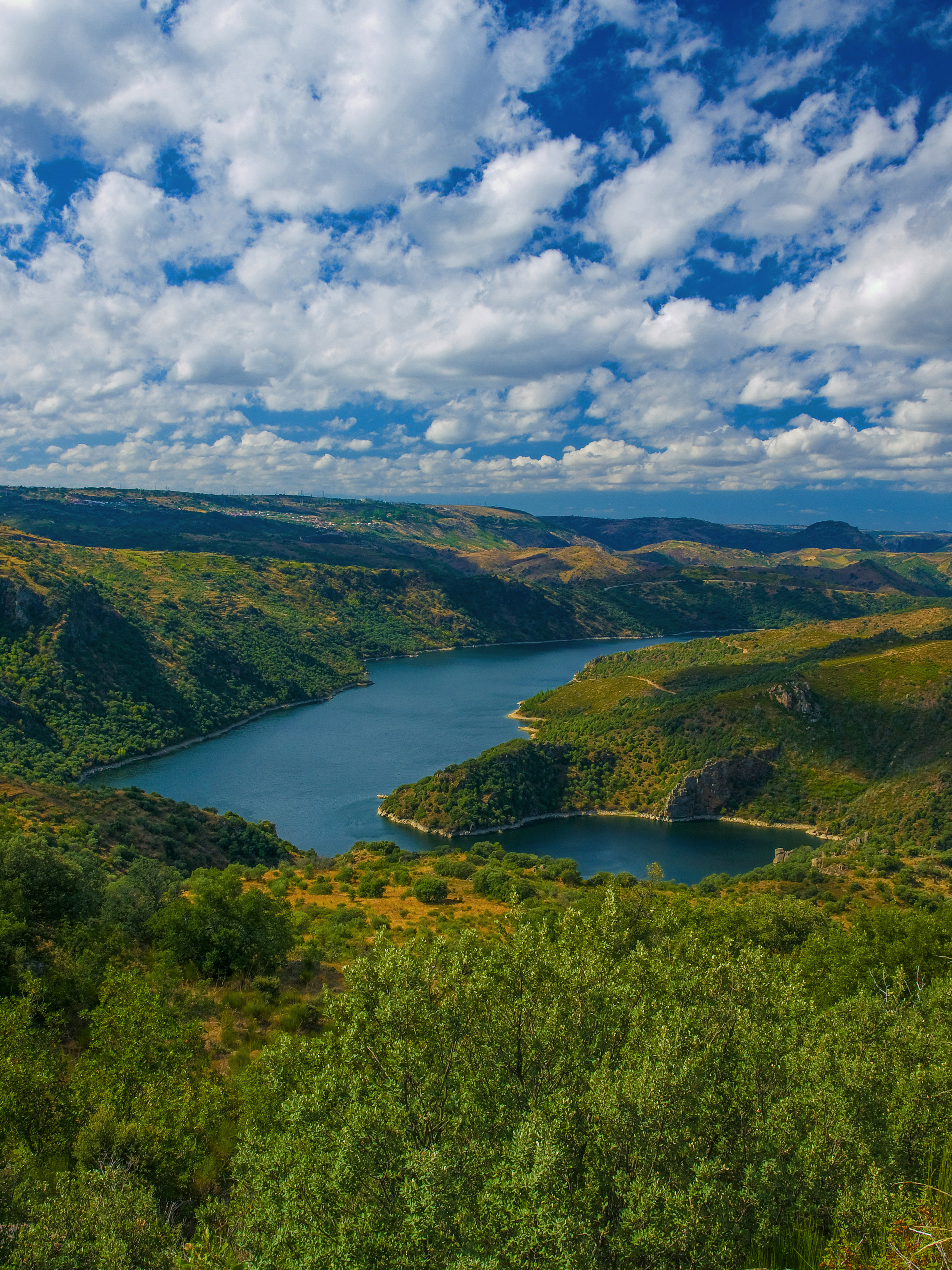
El Duero desde el mirador de Las Escaleras en Fermoselle, en pleno parque natural de Arribes del Duero.

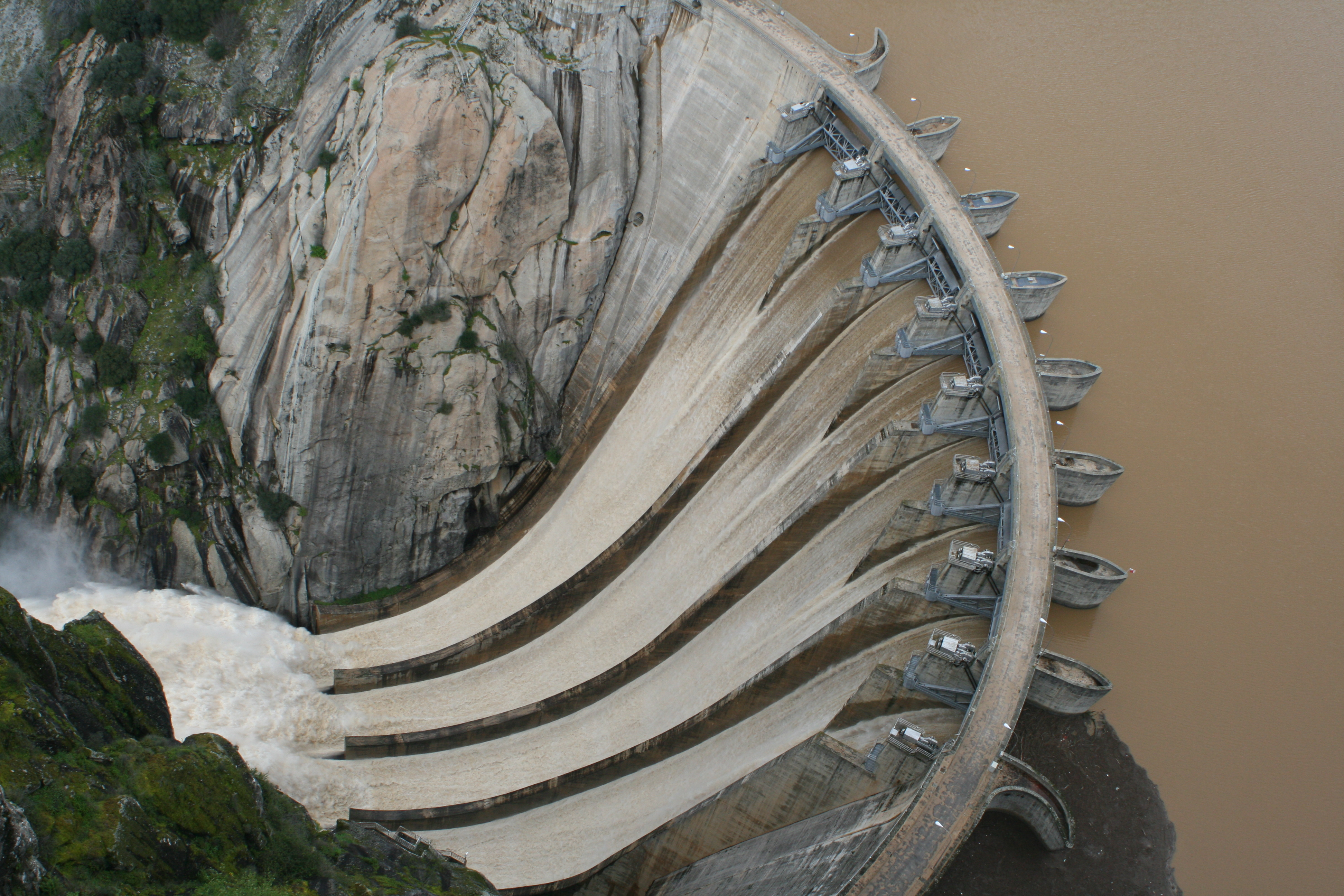
La presa de Aldeadávila posee la central hidroeléctrica con mayor producción en España.

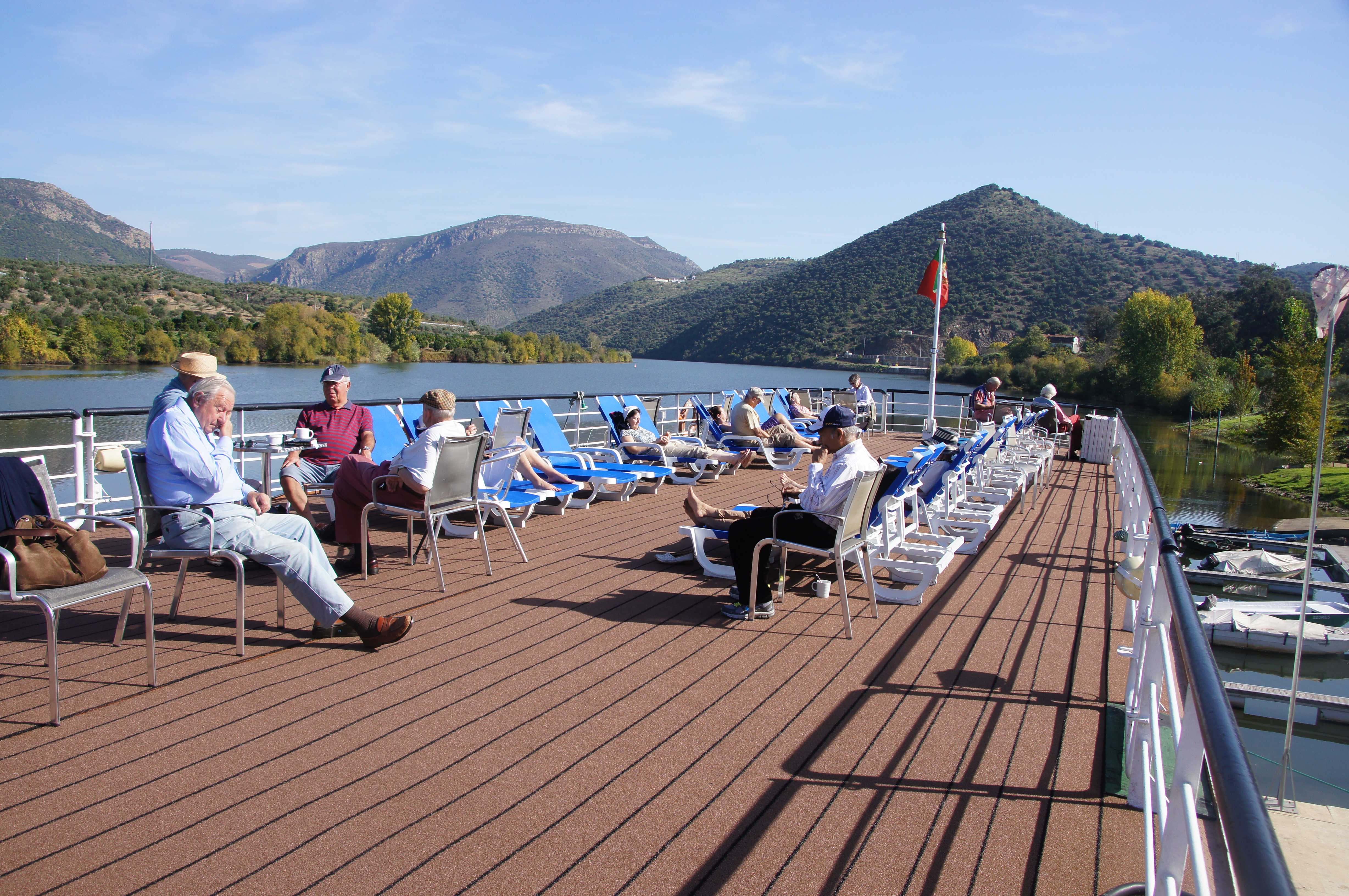
Crucero portugués al final de su recorrido en Barca de Alba, parque natural del Duero Internacional, junto a la frontera española.

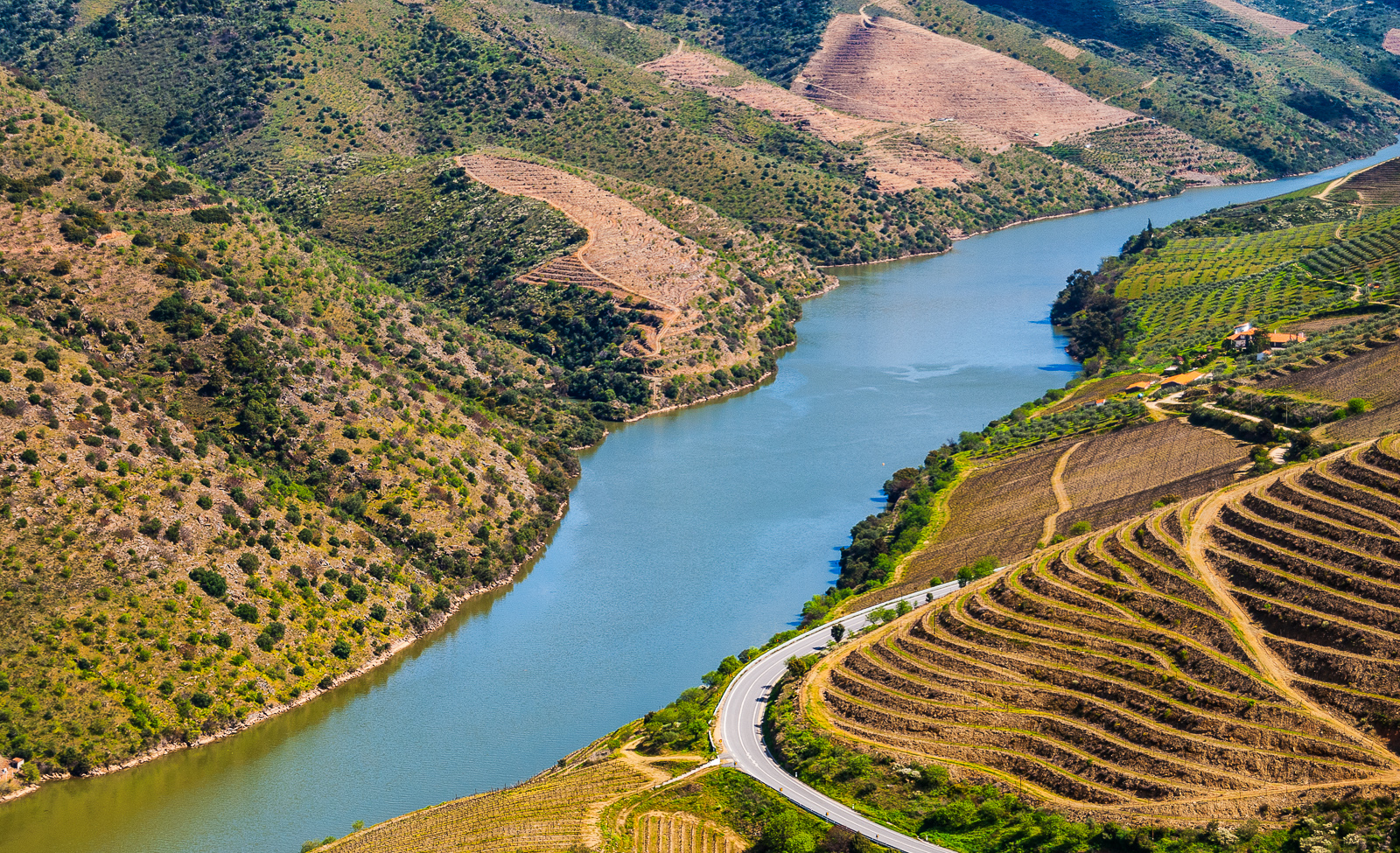
El Duero a su paso por la Región vitícola del Alto Duero, en Portugal.

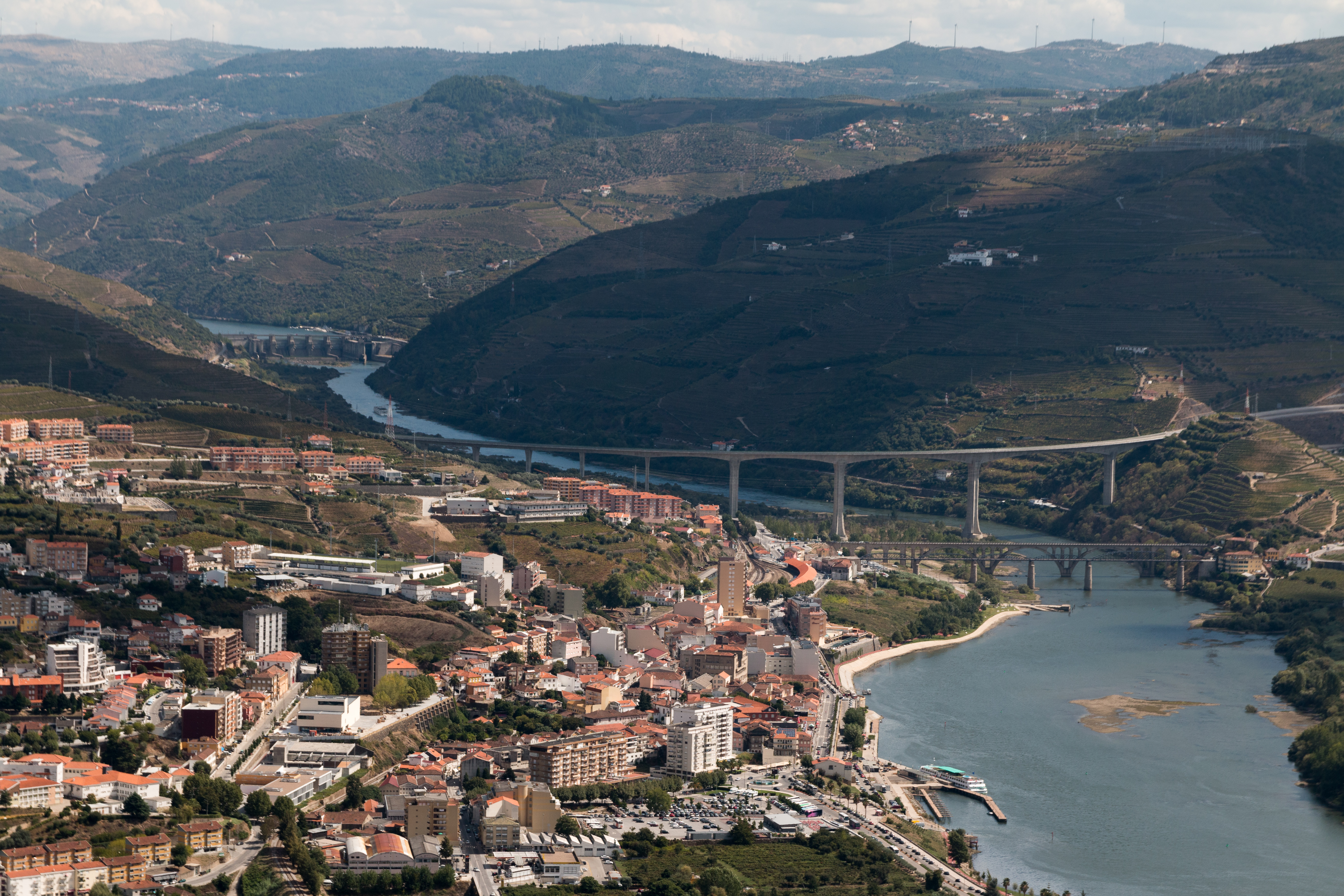
El río en Peso da Régua.

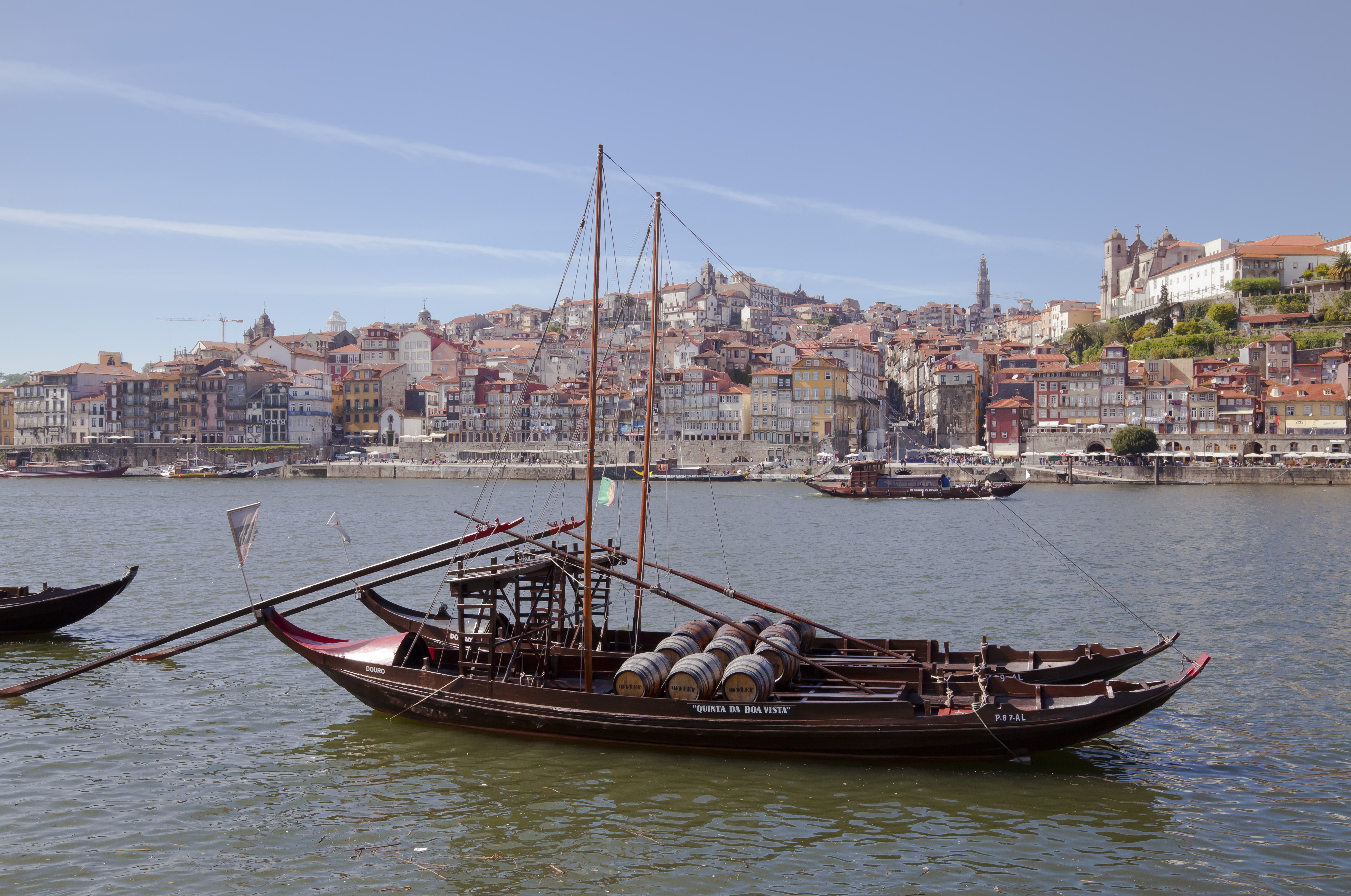
Los rabelos son las embarcaciones portuguesas, típicas del Duero, que transportaban las barricas del vino de Oporto desde el Alto Duero, donde se ubican las viñas, hasta Vila Nova de Gaia, donde era almacenado y, posteriormente, comercializado. Hoy se dedican a uso turístico.

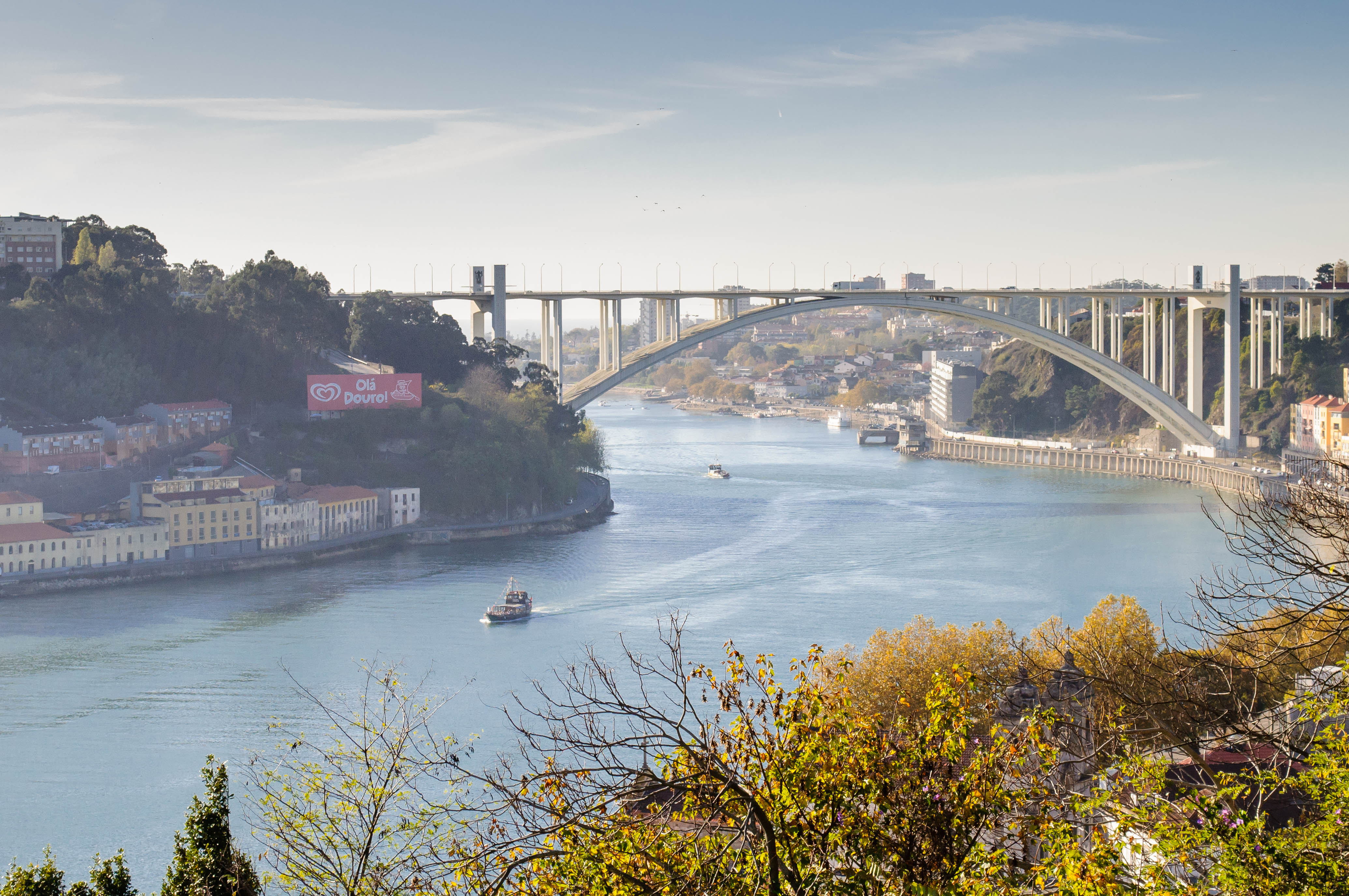
El Duero a su paso por el puente de la Arrábida, en la ciudad de Oporto, próximo a su desembocadura.

Nace en la vertiente meridional de los Picos de Urbión (Sistema Ibérico, 2228 m) a unos 2160 m s. n. m., en el término municipal español de Duruelo de la Sierra, en la provincia de Soria. En la alta sierra el Duero incipiente recibe numerosos arroyos que bajan de las cumbres. Como el Ebrillos por la derecha y el Revinuesa por la izquierda. Este último es efluente de la Laguna Negra de Urbión, de origen glacial y situada al pie de los paredones que se descuelgan del pico Urbión. Los tres ríos, que atraviesan la tierra de pinares soriana, se unen en el Embalse de la Cuerda del Pozo. Para que no haya dudas sobre cual es el colector principal, junto al cauce de este han quedado, aguas arriba Duruelo y Salduero, dos pueblos que reflejan en sus nombres el del río mayor. Poco antes de llegar a Soria afluye por la izquierda el río Tera, río con un nombre que se repite bastante en la hidronimia peninsular (recordamos el río Tera zamorano y el Ter de Gerona).
En un alto de fácil defensa sobre la confluencia del Tera y Duero se alzan las ruinas de Numancia. A su pie junto a los ríos, se ha levantado después Garray, que en el significado de su nombre -el quemado- rememora las consecuencias de la guerra numantina. Hasta Numancia, el Duero ha recogido las aguas de Urbión, Sierra Cebollera y Oncala. En la confluencia del Duero y del Tera se unen distintos cordeles que bajan de la sierra con el ramal principal que viene de Oncala para dar lugar a la Cañada Real Soriana Oriental.
Su tramo inicial (en la provincia de Soria) es de 73 km, discurre por terrenos de materiales paleozoicos con una pendiente media de 15 m/km hasta llegar a unos 1100 m s. n. m. en la presa Cuerda del Pozo. En esta zona el río es de régimen nival y su caudal medio es de 150 m³/s.

### Tramo central
El siguiente tramo recorre parte de la provincia de Soria, Burgos, Valladolid, Zamora y Salamanca; es de unos 500 km de longitud con una pendiente muy suave (1 m/km). Discurre sobre materiales sedimentarios cenozoicos en los que el río ha creado una abundante serie de terrazas fluviales (han llegado a contabilizarse hasta catorce niveles cuaternarios).
Desde Soria el Duero prosigue en dirección sur hasta Almazán, recibiendo por la izquierda las escorrentías que bajan de las sierras del Madero y del Moncayo. Poco después de Soria, el cauce del Duero, abandonando los materiales mesozoicos del Sistema Ibérico, se abre paso en los sedimentos terciarios que rellenan el antiguo lago; sobre ellos discurrirá hasta Zamora, en el otro extremo de la cuenca. En Almazán adopta el recorrido este-oeste, que es el que mantendrá hasta Oporto. Una vez en tierra llana se terminaron por construir puentes en los principales vados, como ocurre en Almazán, Puente Ullán, Gormaz, Navapalos o San Esteban de Gormaz.
En todo el tramo soriano de la Canal de Almazán el Duero discurre bastante próximo a las sierras que forman el entronque del Sistema Central con el Sistema Ibérico. Por ello los afluentes que recibe son cortos y de caudales reducidos. Tan sólo el río Ucero, que es el río de Ciudad de Osma, tiene una cierta importancia y sobre todo, una cabecera de especial belleza: la hoz del río Lobos. Allí el Ucero recibe por la izquierda las escorrentías que conduce el Abión.
Pasado Langa de Duero, el Duero deja de ser soriano y se hace un trecho burgalés. Aranda de Duero es un vado importante del Duero. En Roa forma el Duero una curva abierta hacia el sur, quedando el núcleo habitado a su derecha. Por la izquierda ha entrado poco antes el río Riaza, que toma el nombre de Riaza en las tierras altas de Segovia, próximas al nacimiento fluvial, al pie del puerto de la Quesera en los montes Carpetanos. Pocos kilómetros después el Duero entra en Valladolid, cerca de Peñafiel, donde su castillo domina el río Duratón, otro afluente que viene del Sistema Central. Desde Peñafiel el primer vado importante es el de Tudela de Duero. Pasado el meridiano de Valladolid el Duero recibe por la izquierda las aguas del Cega y poco después las del Pisuerga por la derecha a la altura de Geria. Entre ambas confluencias está Puente Duero, otro de los pasos tradicionales del río.
A la altura de Aniago desagua en el Duero el Adaja, al que se ha unido poco antes el Eresma. Pocos kilómetros más abajo está Tordesillas, otro vado importante y aprovechado desde muy antiguo, sobre el que hoy cruza la autovía del Noroeste (A-6) de Madrid a La Coruña. Hasta Castronuño mantiene el río la misma dirección; antes le han entrado por la izquierda las aguas del río Zapardiel y el Trabancos, que llegan de la sierra de Ávila, donde nacen muy próximos el uno al otro. En Castronuño abandona el Duero la dirección del Pisuerga y sube bruscamente hacia Toro. Entre ambos puntos desemboca por la derecha el río Hornija y el río Bajoz, que son afluentes menores con origen en los montes Torozos, quedando entre los dos cauces el límite de la provincia de Valladolid con la provincia de Zamora.

#### Duero internacional o Arribes del Duero
En esta zona el río es de régimen pluvial y su caudal medio oscila entre los 212 m³/s y los 490 m³/s. Al llegar a Zamora y Salamanca, en la zona fronteriza con Portugal, el Duero se encaja en los materiales graníticos del Paleozoico, estrechando su cauce y descendiendo bruscamente 400 m de desnivel, hasta poco más de los 200 m de altitud (4 m/km), son los llamados arribes del Duero. Aquí, un poco más al sur de Ricobayo, recibe a su afluente más caudaloso, proveniente de la cordillera Cantábrica, el río Esla, que porta más caudal que el propio Duero en este punto. La zona está sumamente explotada por embalses hidroeléctricos. Se trata de los embalses españoles de Aldeadávila, Almendra (en el río Tormes), Castro, Ricobayo (en el río Esla), Saucelle y Villalcampo, y los embalses portugueses de Bemposta, Miranda y Picote.

#### Alto Duero portugués
En Vila Nova de Foz Côa, en el valle del río Coa, se ubican los sitios de arte rupestre prehistórico del valle del Coa, uno de los lugares al aire libre más grandes de arte paleolítico. Fue declarado Patrimonio de la Humanidad por la Unesco en 1998.
La región vitícola del Alto Duero (Região Vinhateira do Alto Douro) es un área del nordeste de Portugal con más de 26 000 hectáreas, también clasificada por la Unesco como Patrimonio de la Humanidad, en la categoría de paisaje cultural. El Alto Duero es totalmente insertado en la región de Trás-os-Montes e Alto Douro. Esta región forma parte del llamado Duero Vitícola, produce vino hace más de 2000 años, entre los cuales está el mundialmente célebre vino de Oporto. La larga tradición de viticultura produjo un paisaje cultural de belleza excepcional que refleja su evolución tecnológica, social y económica.

### Desembocadura
Desde la desembocadura del río Águeda, hasta el océano Atlántico, en Oporto, el Duero tiene una pendiente escasísima (0,6 m/km), lo que permite que sea navegable (hay varias esclusas), tradicionalmente por pequeñas embarcaciones que transportaban materiales vitivinícolas del País do Vinho (barcos rabelos), sustituidos por barcazas de carga, aunque últimamente se está desarrollando el sector turístico con pequeños cruceros que surcan el río desde la frontera (Miranda do Douro) hasta el océano. Este tramo se conoce como canal de navegación del Duero. Desemboca en Oporto (Portugal).

## Afluentes
Sus afluentes más importantes por la margen derecha son el Pisuerga, el Valderaduey, el Esla, el Sabor, el Túa y el Támega. Los tres últimos discurren principalmente por territorio portugués. El Sabor nace en la Sierra Gamoneda, en la provincia de Zamora, y el Támega en el municipio gallego de Laza pasando, entre otras, por la localidad de Verín antes de entrar en tierras portuguesas.
El Pisuerga es especialmente conocido por su paso por la ciudad de Valladolid. El Carrión, afluente del Pisuerga, lo hace por la ciudad de Palencia. Por la ciudad de Burgos discurre el Arlanzón, afluente del Arlanza, que desagua en el Pisuerga. Es por tanto, el Pisuerga el afluente principal del Duero por su margen derecha, al que se refiere un dicho popular aseverando: «el Pisuerga lleva el agua y el Duero la fama».
El Valderaduey atraviesa los términos municipales de: Sahagún, Becilla de Valderaduey, Castroponce, San Martín de Valderaduey, Villalpando,Cañizo, Castronuevo, Pobladura de Valderaduey, Aspariegos, Benegiles,Molacillos y Monfarracinos. Desemboca en la margen derecha del Duero, a la altura de Villagodio, a unos 3 km del núcleo urbano de Zamora, aunque dentro de los límites de su término municipal.
Por la ciudad de León pasa el Bernesga, que da sus aguas al Esla. Es el afluente más caudaloso del río Duero, llevando en su desembocadura más caudal que el propio Duero, y del que existe también el dicho: «el Esla lleva el agua y el Duero la fama».

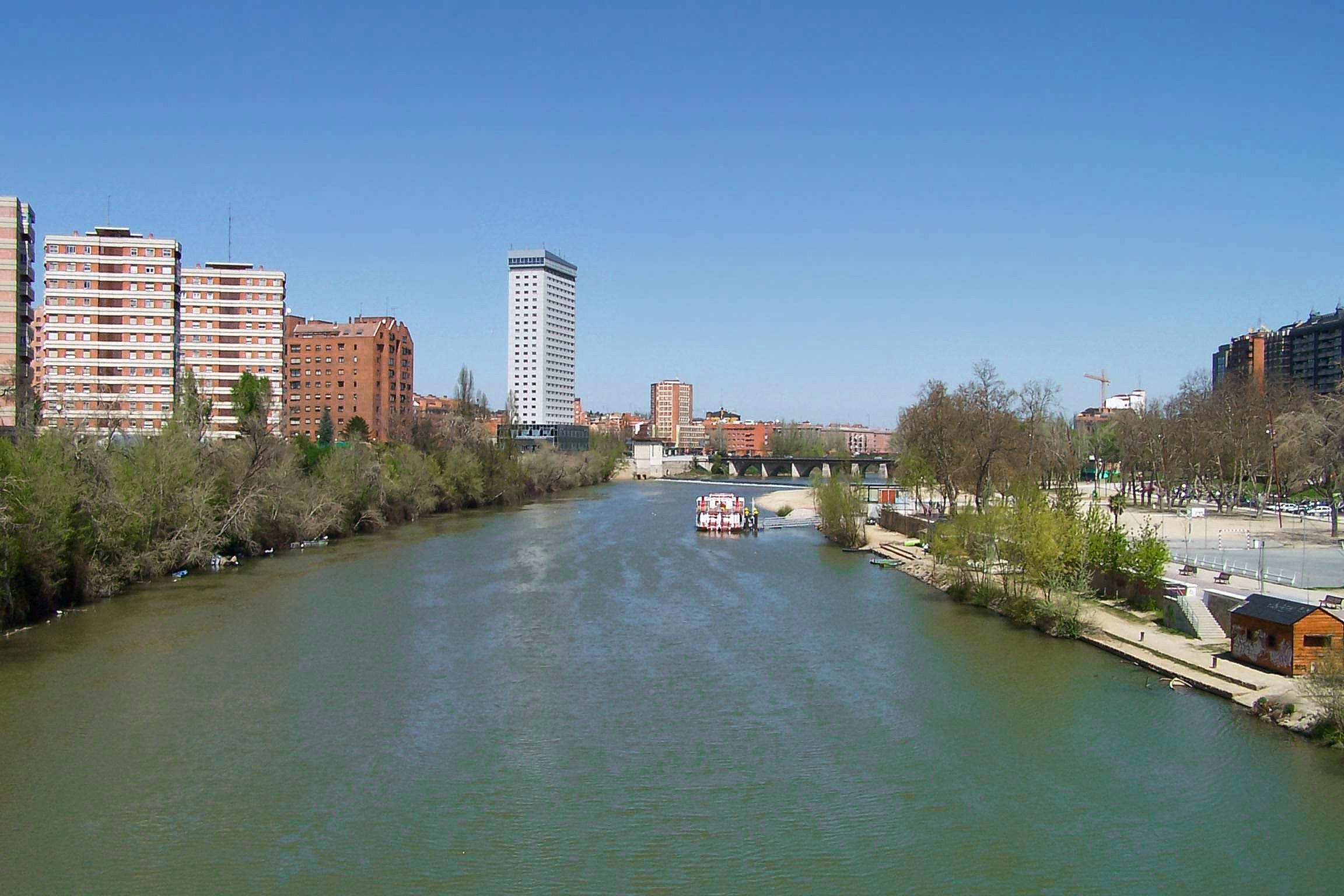
El Pisuerga en Valladolid
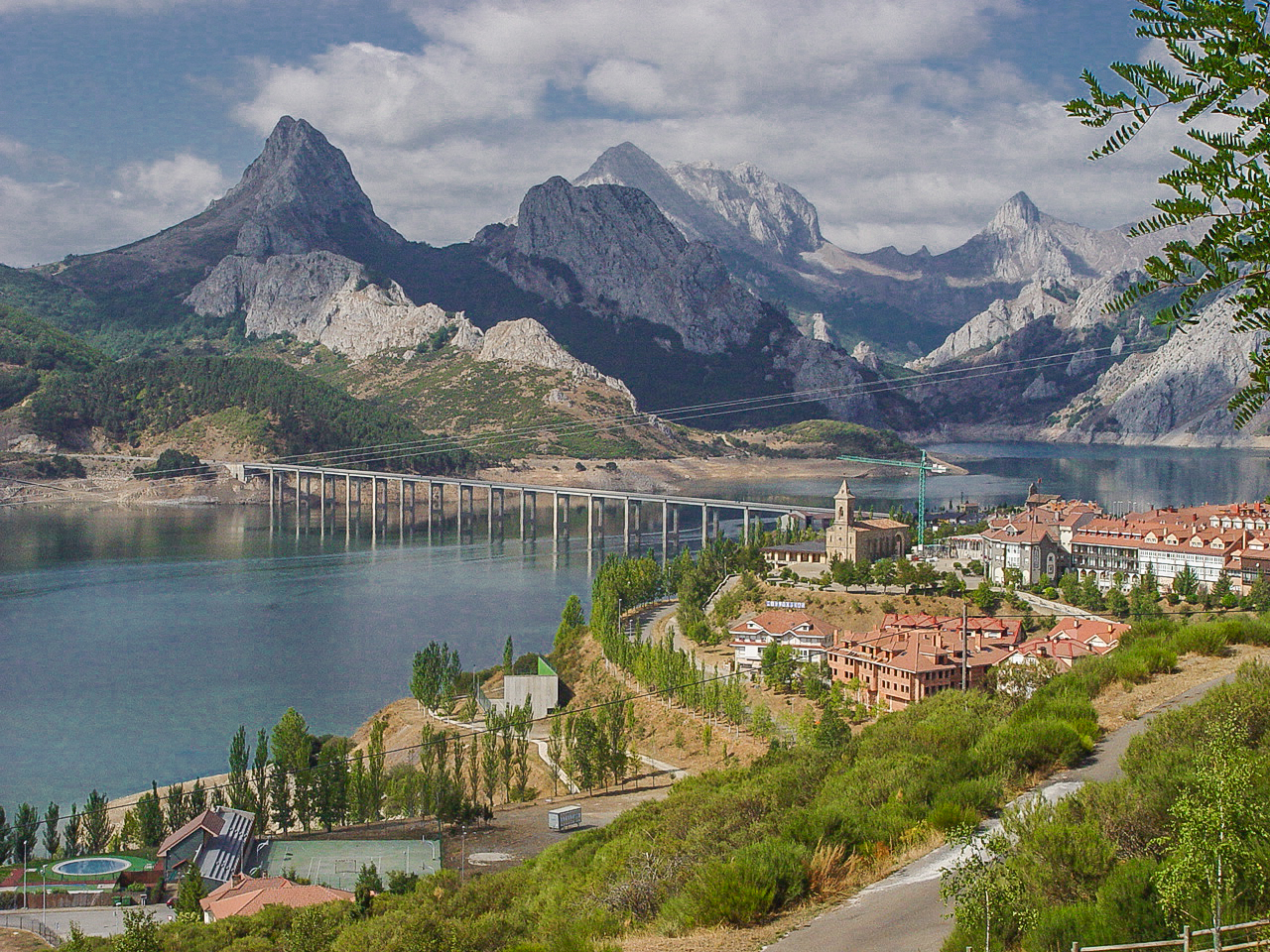
El Esla en Riaño
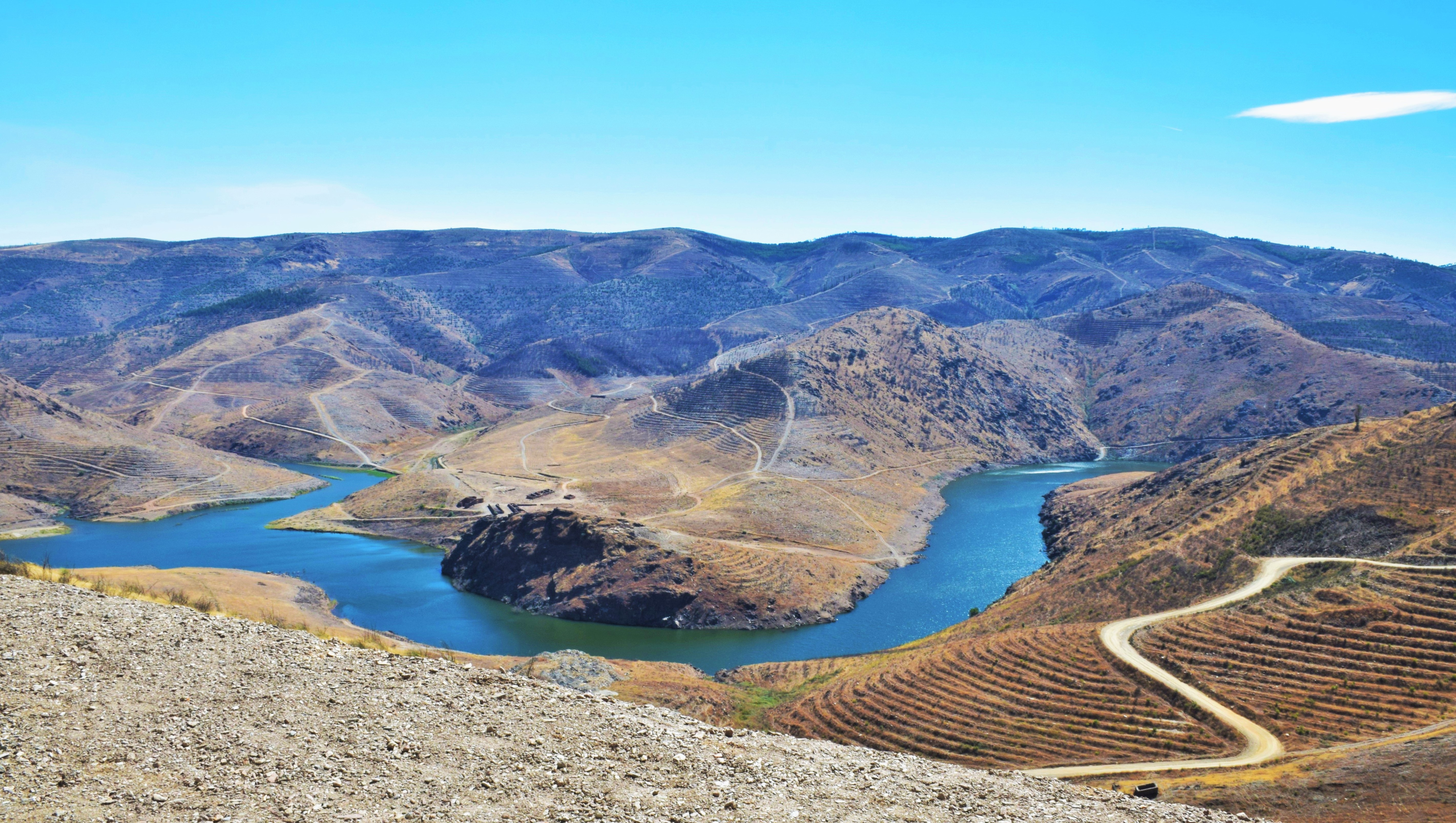
El Sabor embalsado
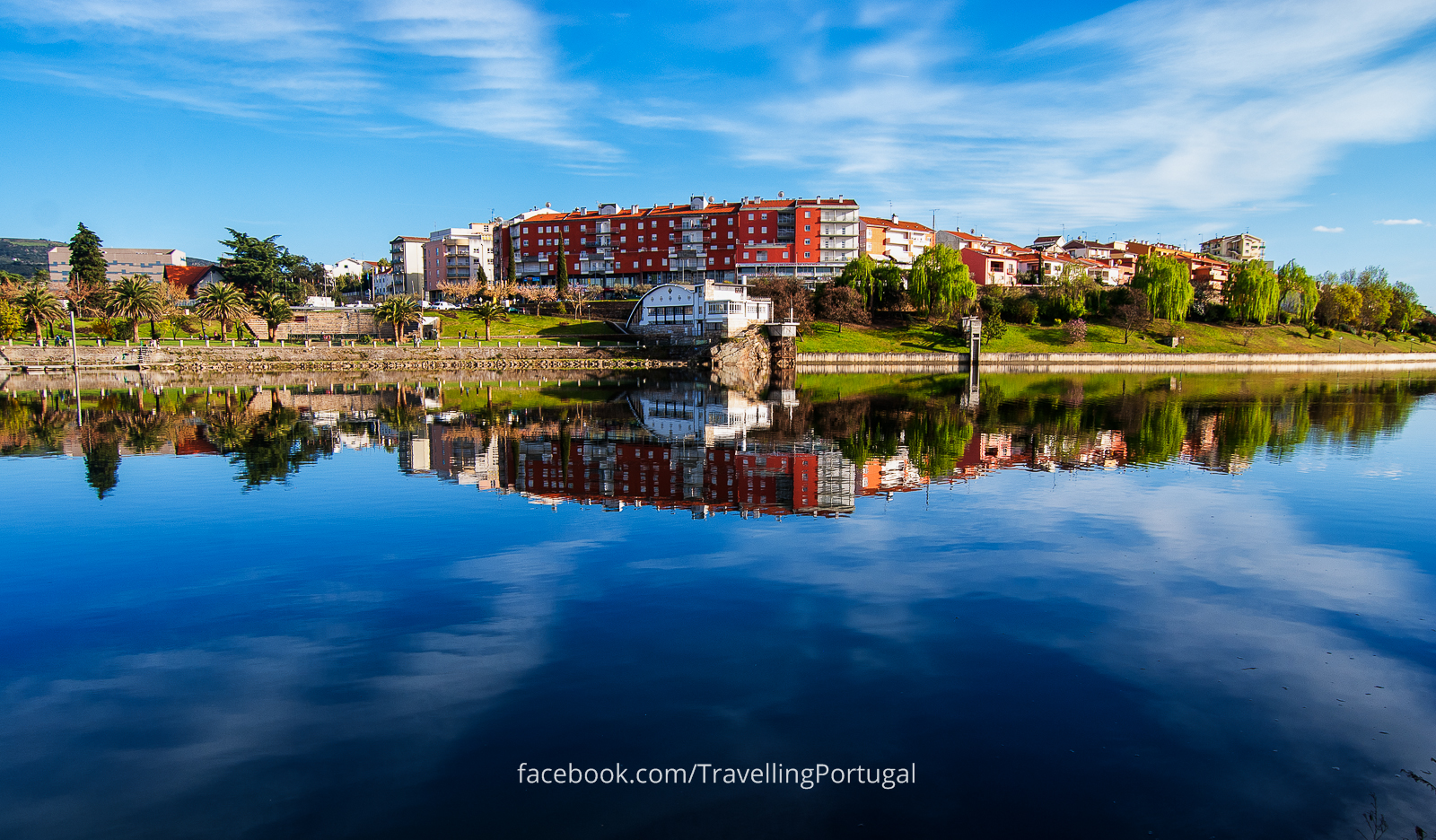
El Túa en Mirandela
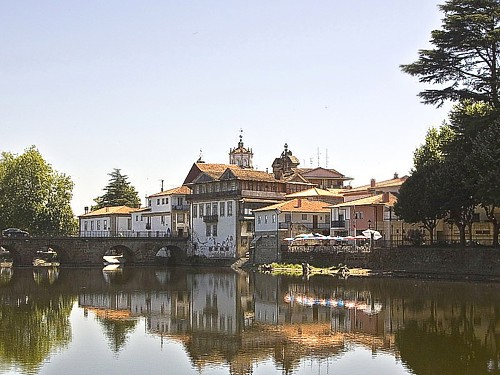
El Támega en Chaves

Sus afluentes más importantes por la margen izquierda son el Riaza, el Duratón, el Adaja, el Zapardiel, el Tormes, el Huebra y el Águeda.
El Riaza y el Duratón destacan por conformar dos amplias áreas protegidas de gran valor medioambiental como son el parque natural de las Hoces del Río Riaza y el parque natural de las Hoces del Río Duratón. Riaza y Peñafiel respectivamente, son las ciudades más importantes por los que pasan.
El Adaja es célebre al pasar su curso a los pies de las murallas de la ciudad de Ávila. El Eresma, afluente del Adaja, transcurre por la ciudad de Segovia, situada en la confluencia de este con el Clamores, a los pies del Alcázar de Segovia.
El Zapardiel es famoso por su paso por Medina del Campo y Tordesillas y las constantes inundaciones que tenía, siendo citado por Miguel de Cervantes en su obra Viaje del Parnaso diciendo: «Zapardiel, famoso por su pesca».
El Tormes es especialmente conocido al pasar por la ciudad de Salamanca y da título al libro de La vida de Lazarillo de Tormes. La presa de Almendra, con 202 metros, es la más alta de España, y da lugar a uno de los embalses más grandes de España. Constituye una obra de ingeniera particular, pues sus turbinas son capaces de trasladar caudal del Duero al Tormes, cuando se producen importantes avenidas en el Duero.
El curso del Águeda es especialmente destacado al pasar por la localidad de Ciudad Rodrigo. Su último tramo hace de frontera natural entre España y Portugal. Presenta arribes, al igual que el Tormes y el Huebra.

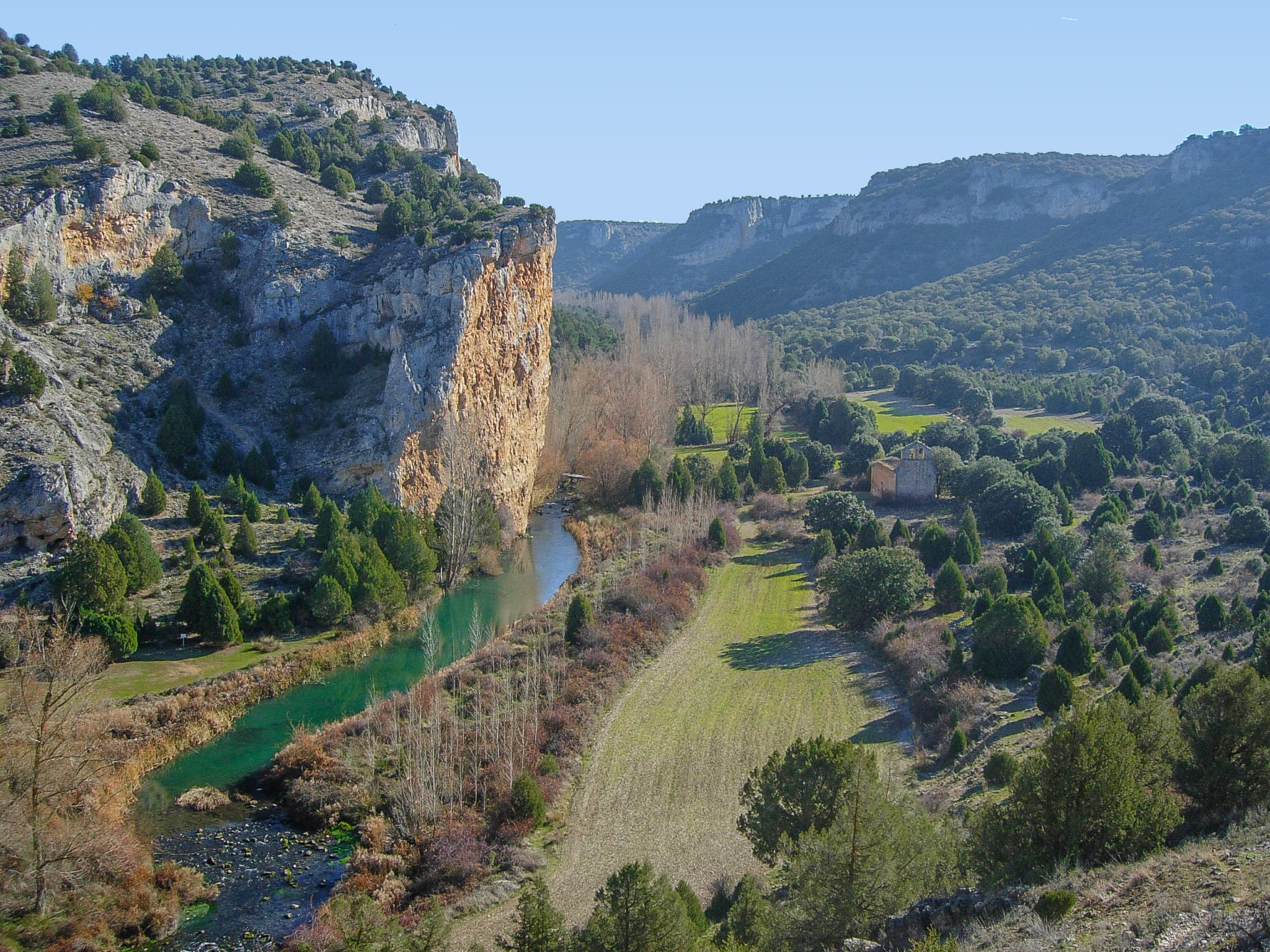
El Riaza en su parque natural
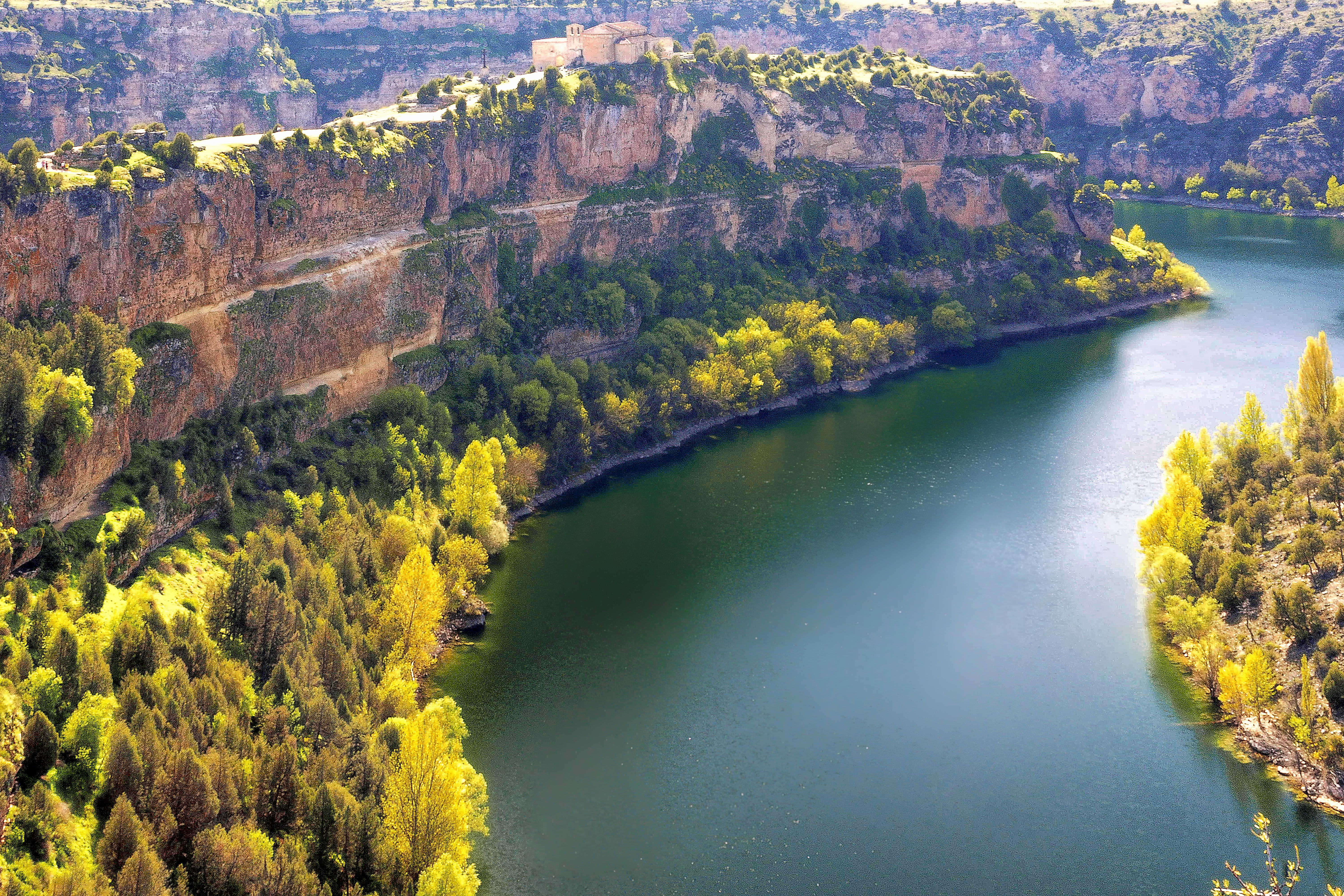
El Duratón en su parque natural
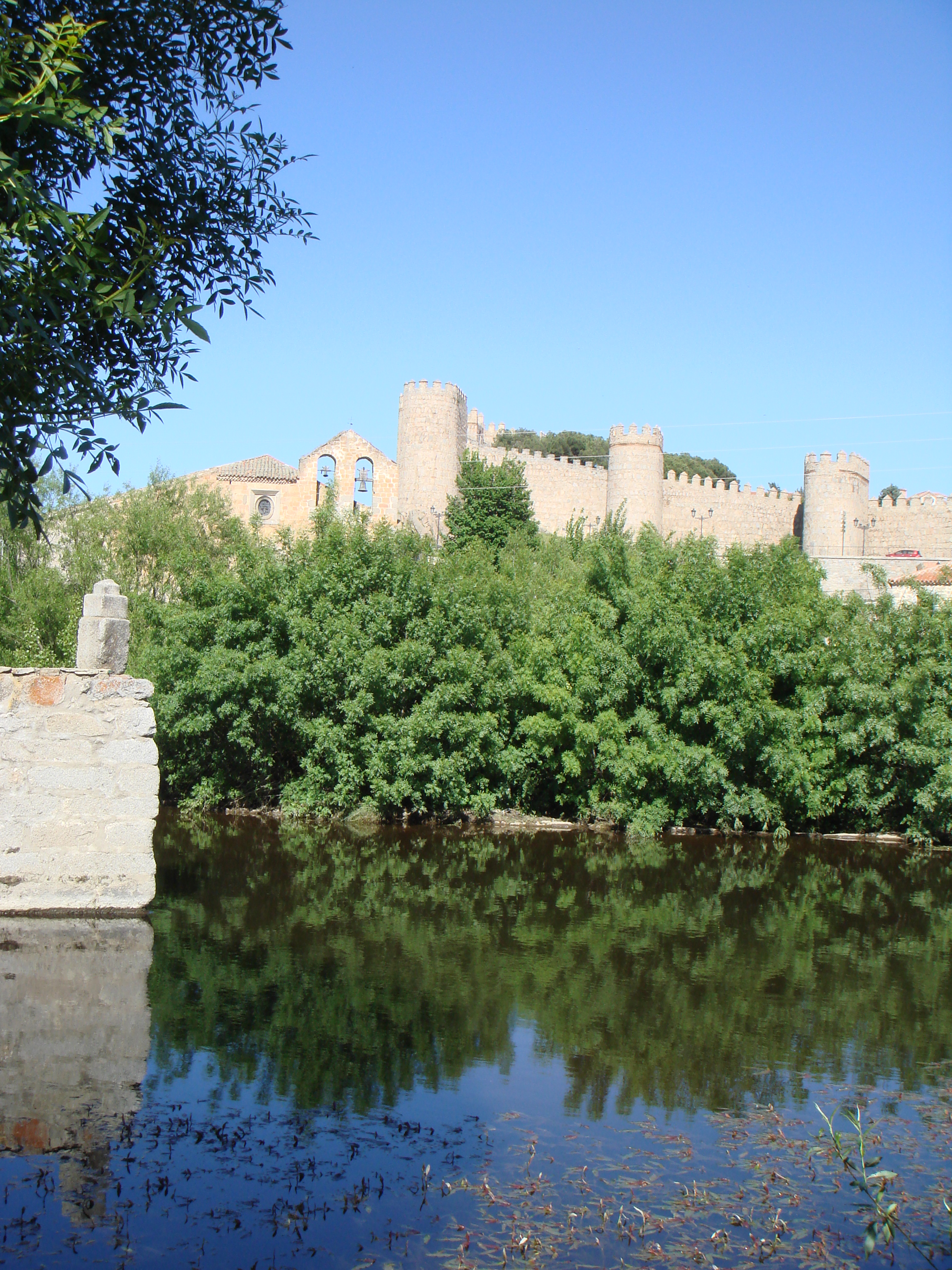
El Adaja en Ávila
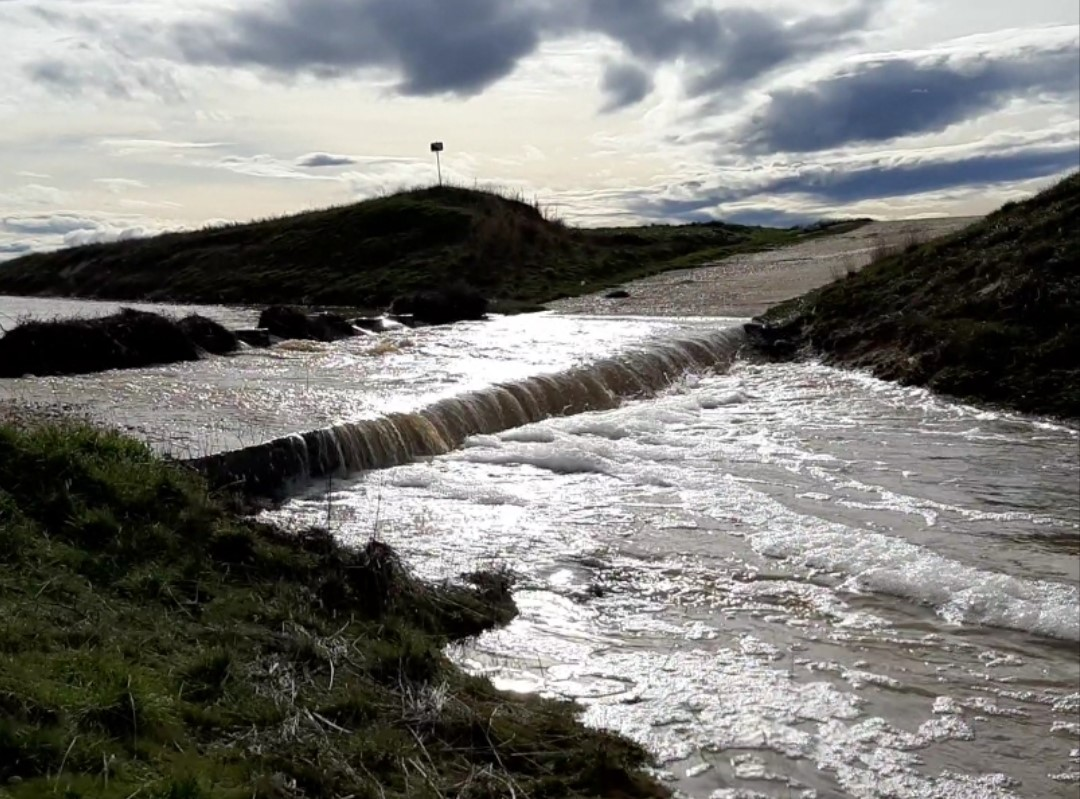
El Zapardiel en Salvador de Zapardiel
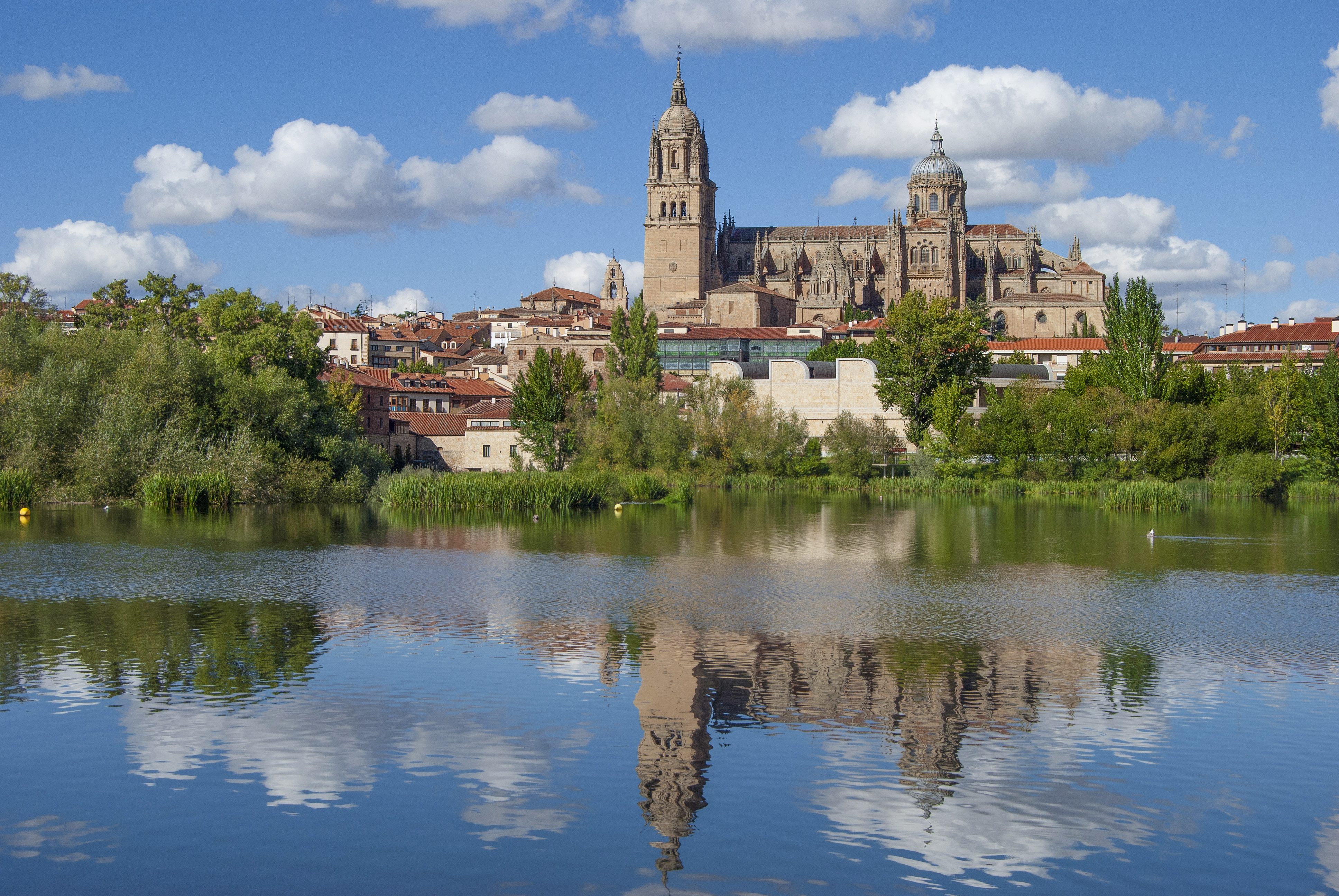
El Tormes en Salamanca
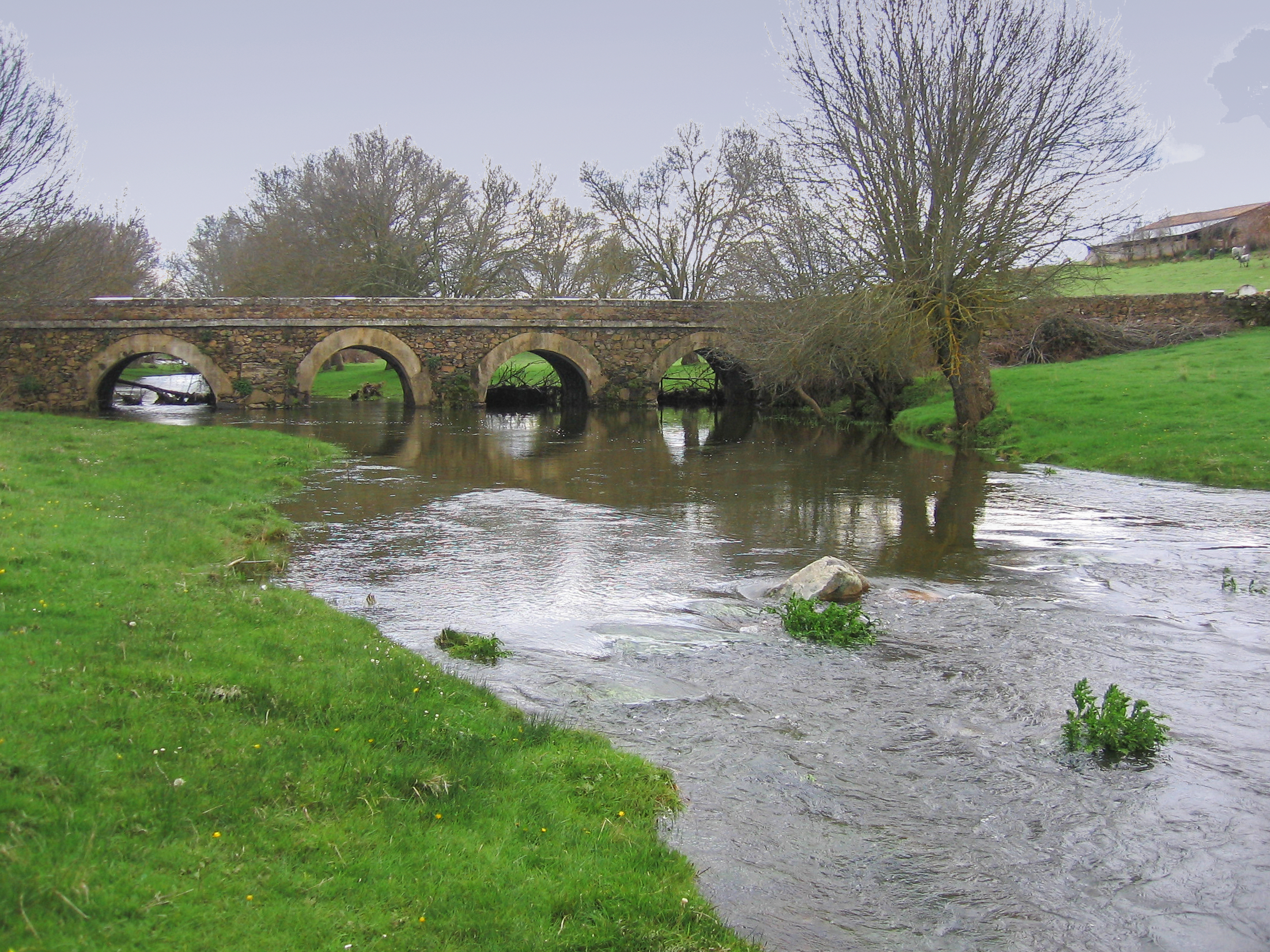
El Huebra en Barbalos
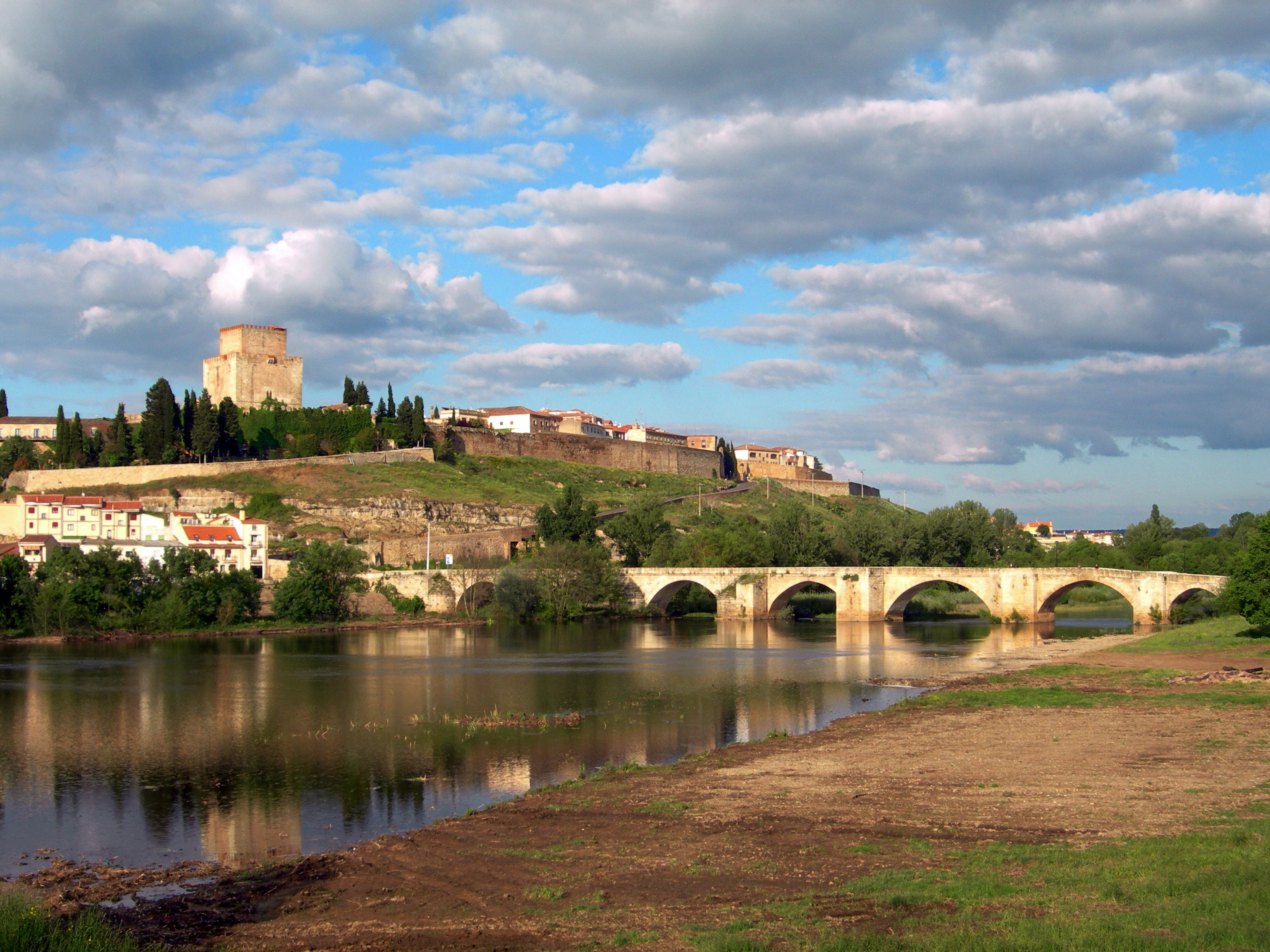
El Águeda en Ciudad Rodrigo

## Embalses
| Embalse         | Provincia  | Capacidad (hm³) | Superficie (ha) | Potencia (MW) |
| --------------- | ---------- | --------------- | --------------- | ------------- |
| Cuerda del Pozo | Soria      | 229             | 2176            | 7             |
| Los Rábanos     | Soria      | 8               | 98              | 4             |
| San José        | Valladolid | 6               | 250             | 0,56          |
| Villalcampo     | Zamora     | 66              | 445             | 206           |
| Castro          | Zamora     | 26              | 180             | 190           |
| Miranda         | Braganza   | 28              | -               | 390           |
| Picote          | Braganza   | 63              | -               | 180           |
| Bemposta        | Braganza   | 129             | -               | 210           |
| Aldeadávila     | Salamanca  | 115             | 364             | 1143          |
| Saucelle        | Salamanca  | 181             | 589             | 525           |
| Pocinho         | Guarda     | 83              | -               | 186           |
| Valeira         | Viseo      | 97              | -               | 216           |
| Régua           | Vila Real  | 95              |                 | 160           |
| Carrapatelo     | Oporto     | 148             | -               | 201           |
| Crestuma-Lever  | Oporto     | 110             | -               | 108           |

## Producción de vino
Uno de los vinos con más fama en España y representativos de la Marca España en este sector, junto con los vinos Rioja, es el de la denominación de origen Ribera del Duero. A finales de 2005, los cultivos de la zona constituían aproximadamente el 2% de toda la extensión dedicada al cultivo de la vid en España. Algunas de sus bodegas más conocidas son Casajús, Viña Sastre, Vega Sicilia o Protos.

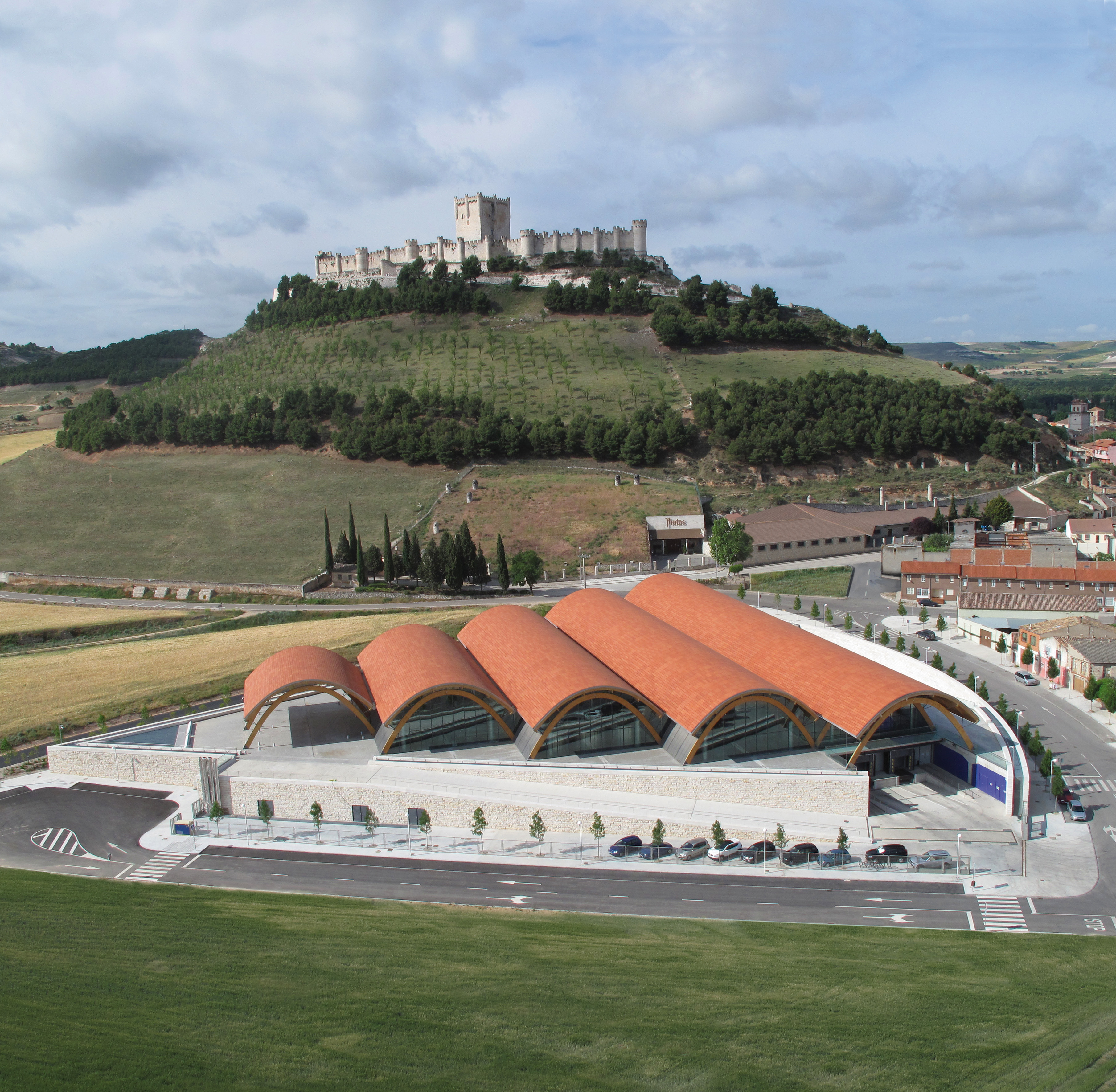
Bodegas Protos
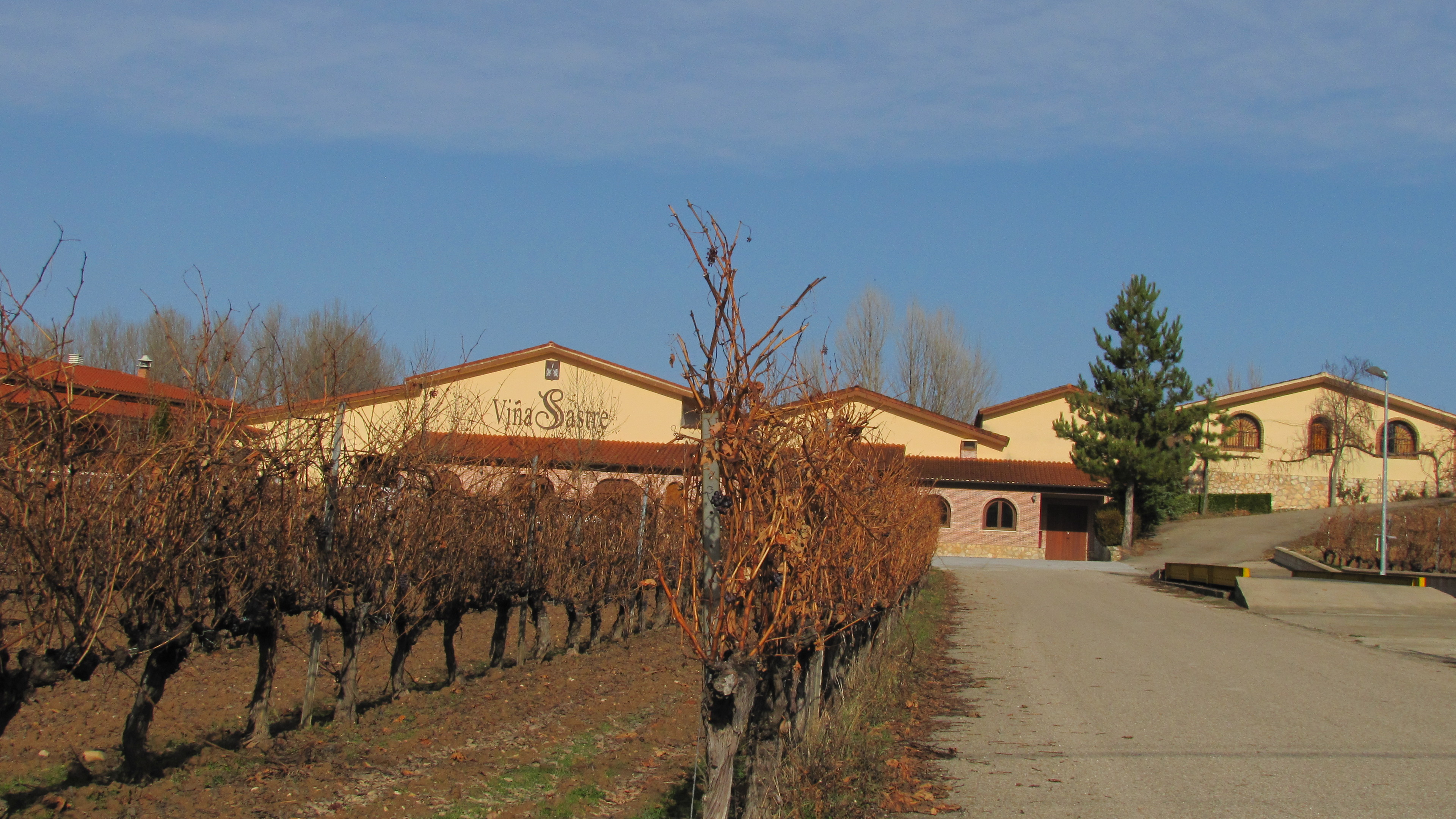
Bodegas Viña Sastre
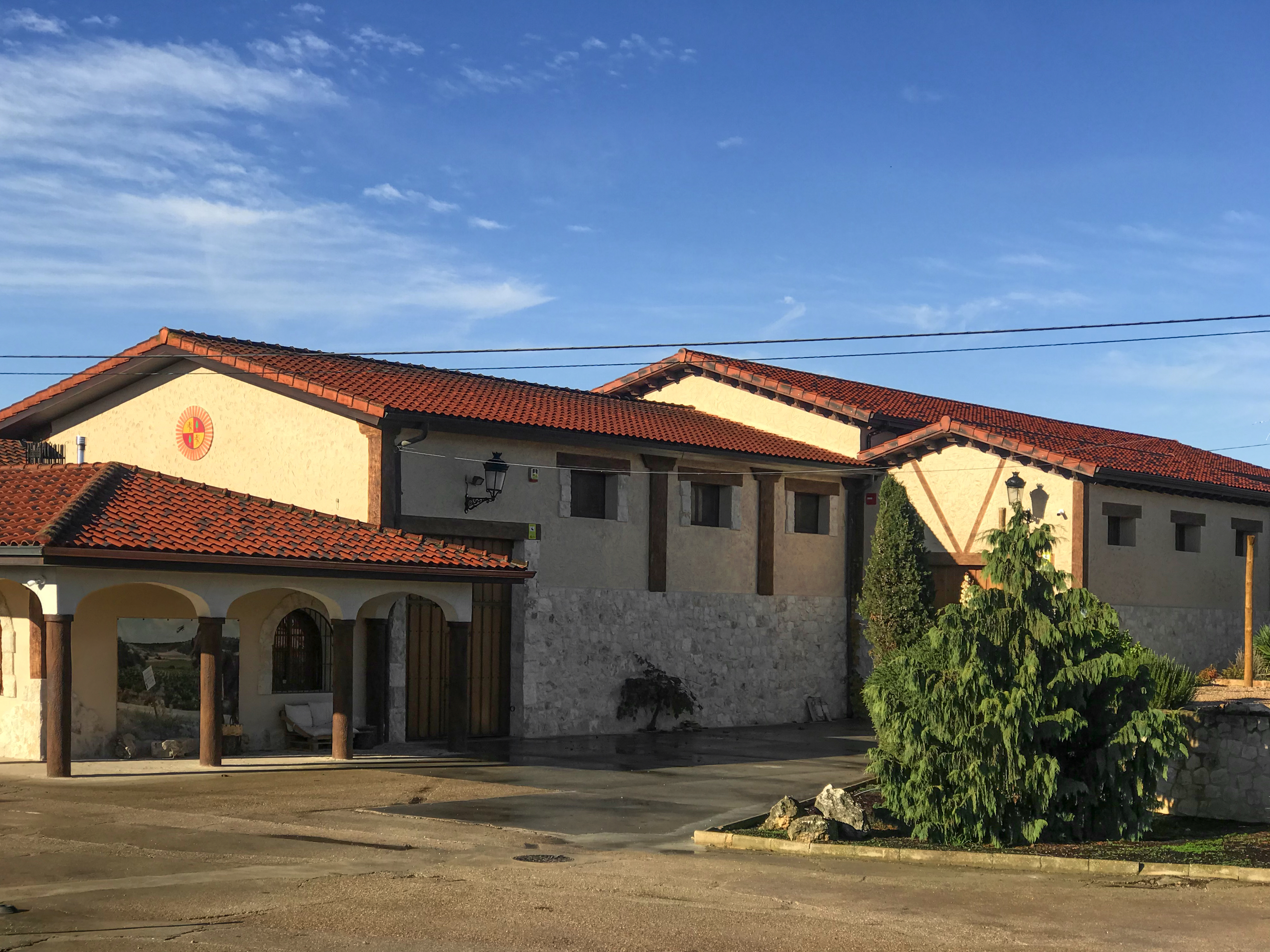
Bodegas Casajús
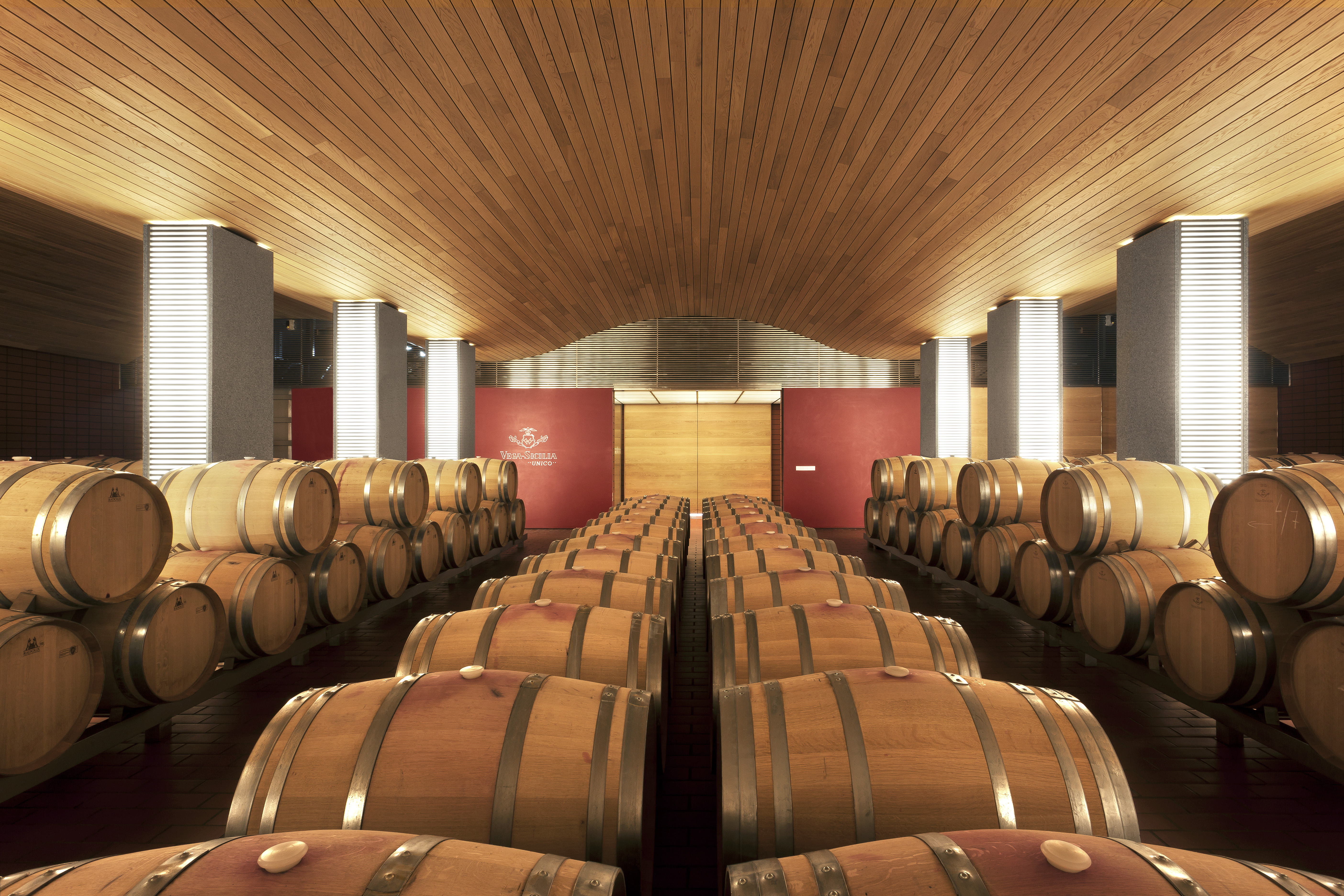
Bodegas Vega Sicilia
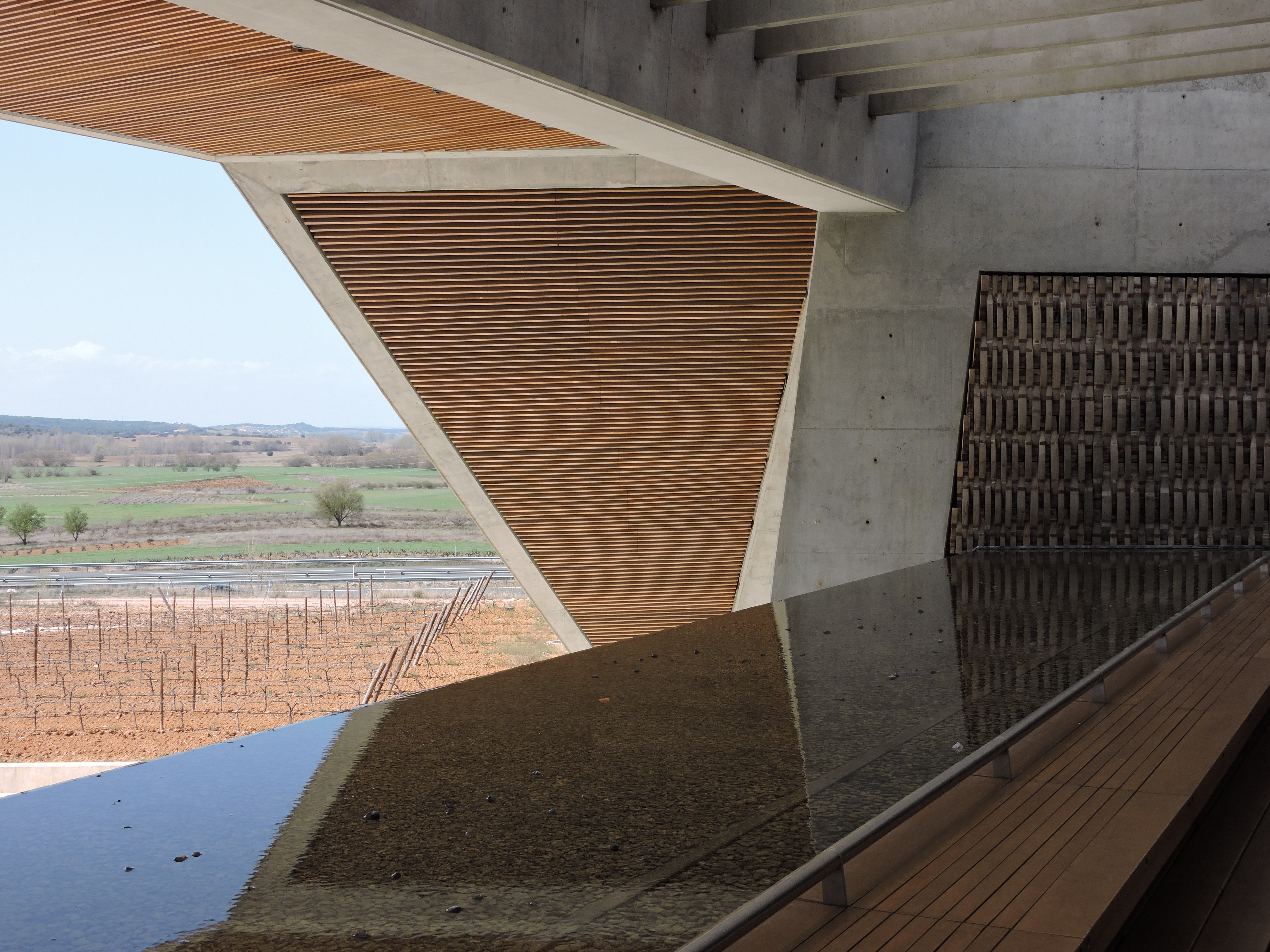
Bodegas Portia

Lo mismo ocurre con el vino de Oporto, que los ingleses popularizaron a partir de 1678 cuando el país entró en guerra con Francia, lo que propició la escasez de vino. Numerosas empresas británicas se establecen desde entonces en la orilla del río, en el municipio de Vila Nova de Gaia, junto a Oporto. Destacado por su sabor dulzón y su alto contenido en alcohol, que lo hacía fuertemente resistente al viaje desde Portugal a Inglaterra, cuenta con las variedades Blanco, Ruby y Tawny. Algunas de sus bodegas más conocidas son Taylor, Sandeman, Graham, Ferreira o Vasconcellos.

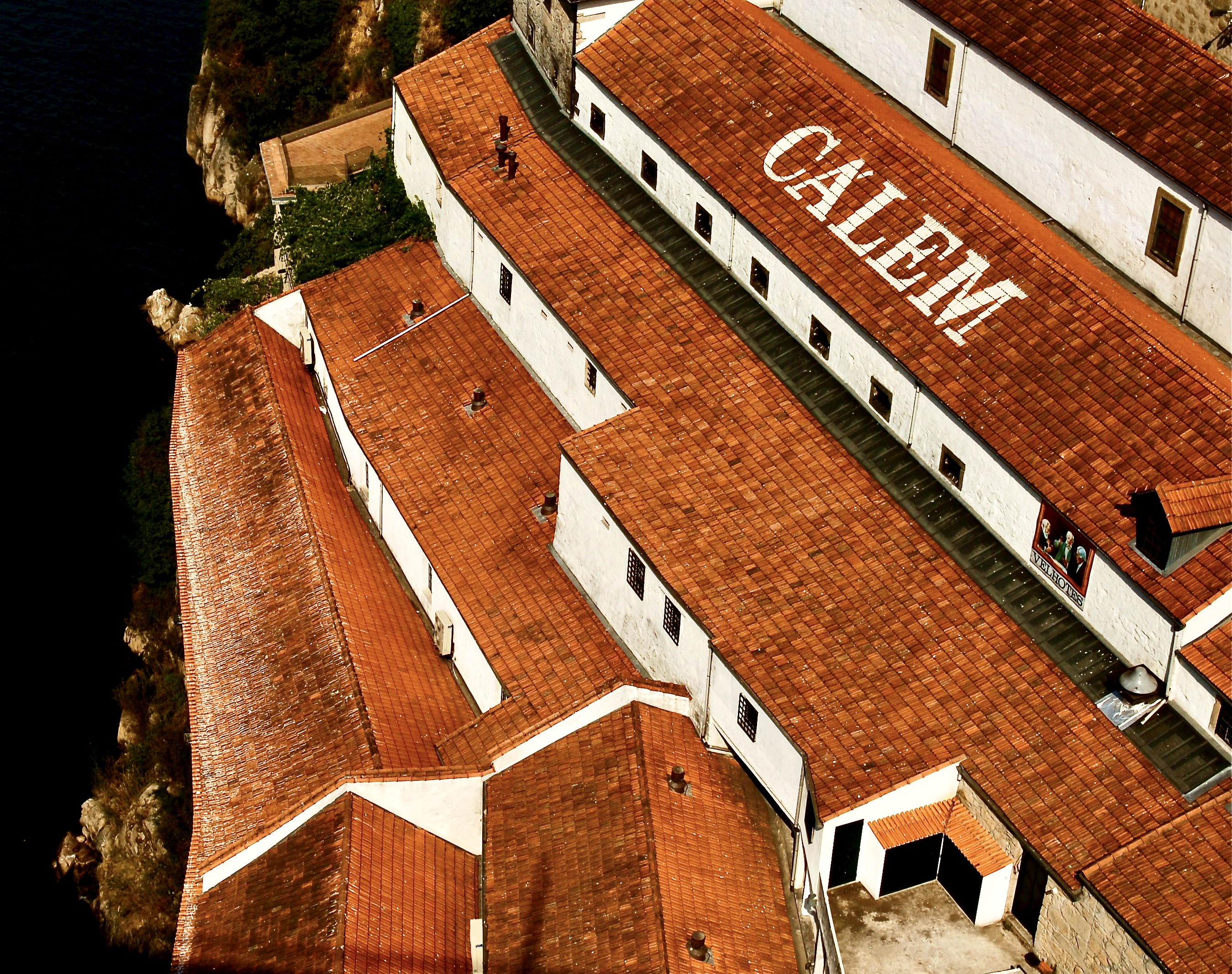
Bodegas Calém
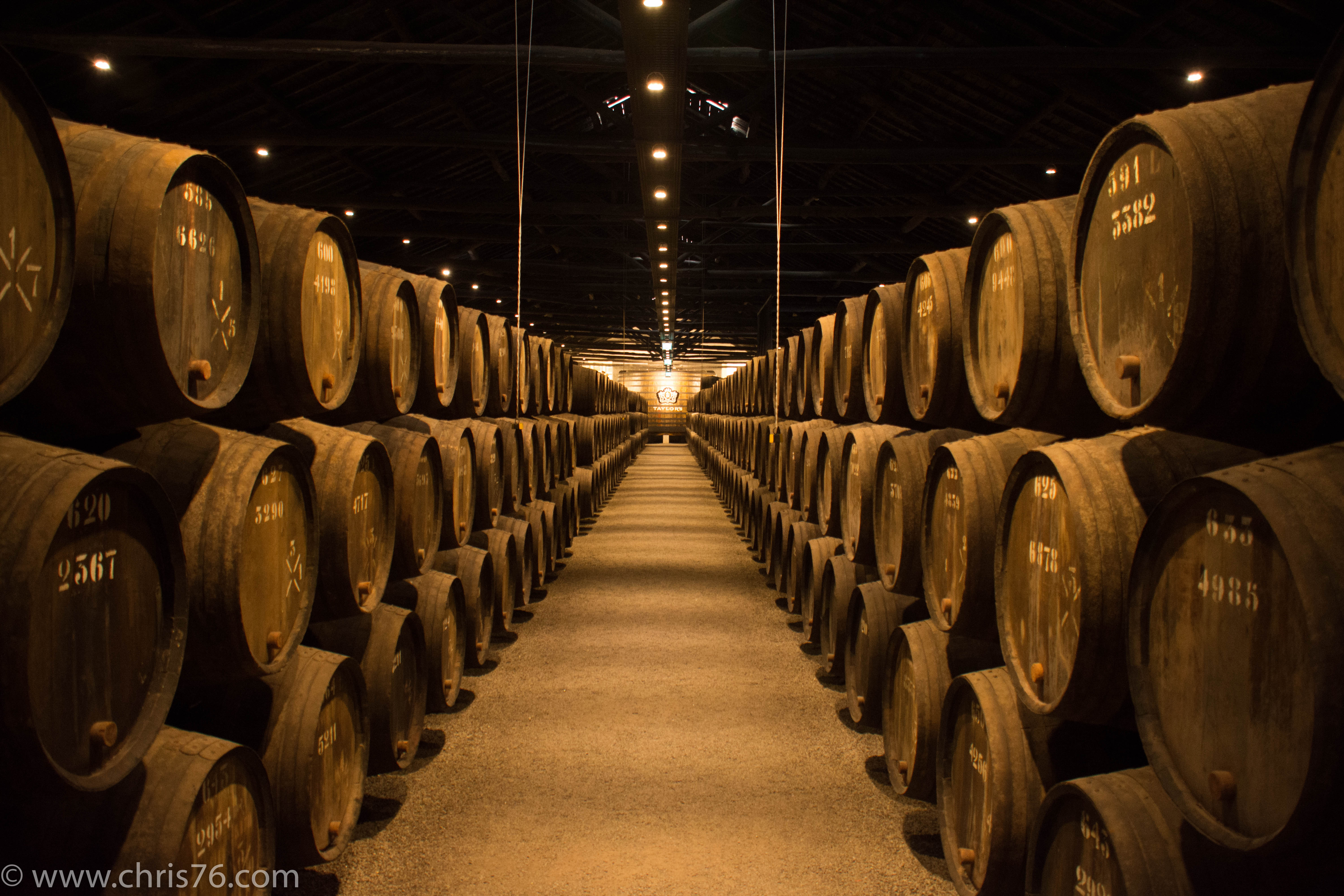
Bodegas Taylor
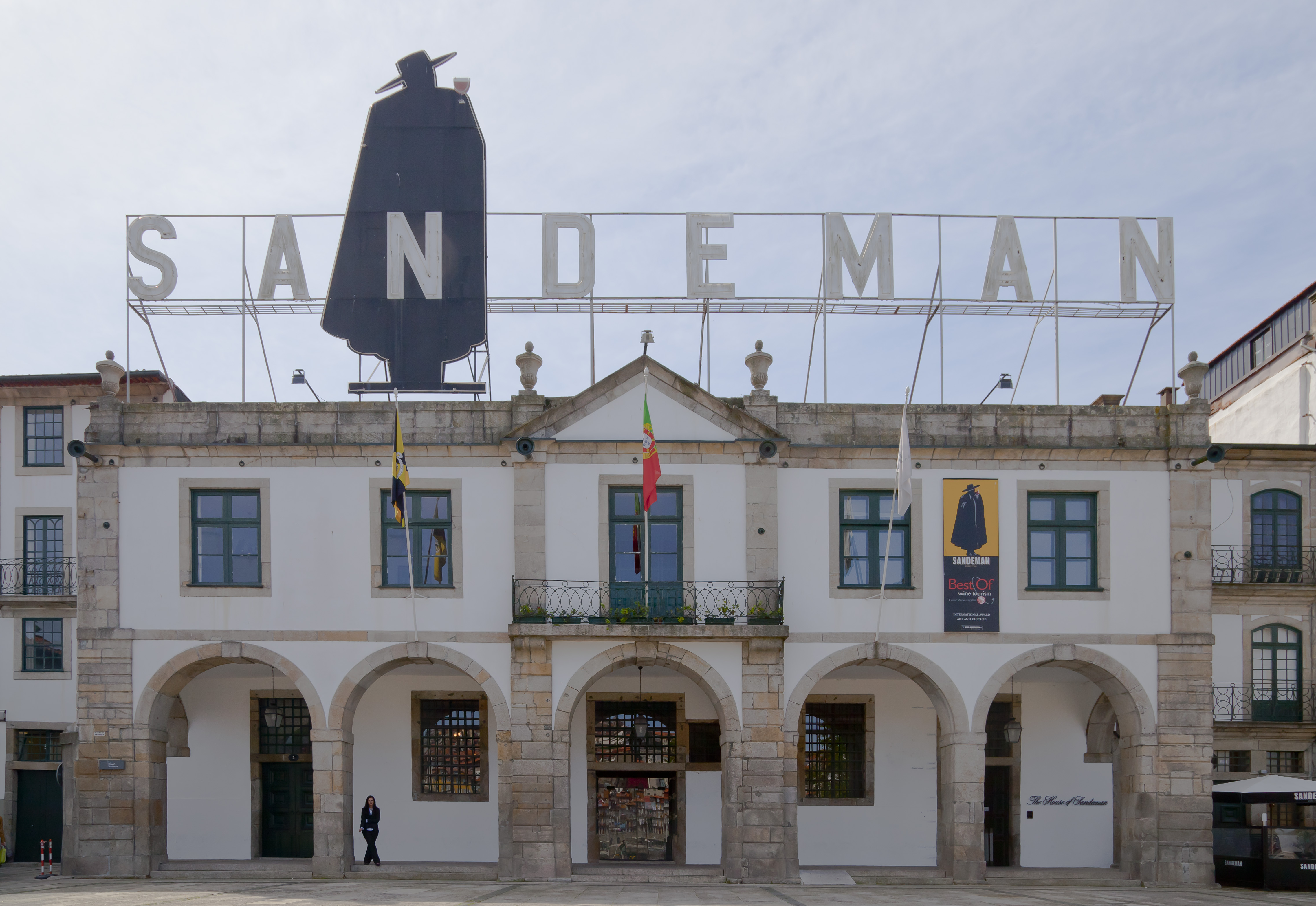
Bodega Sandeman
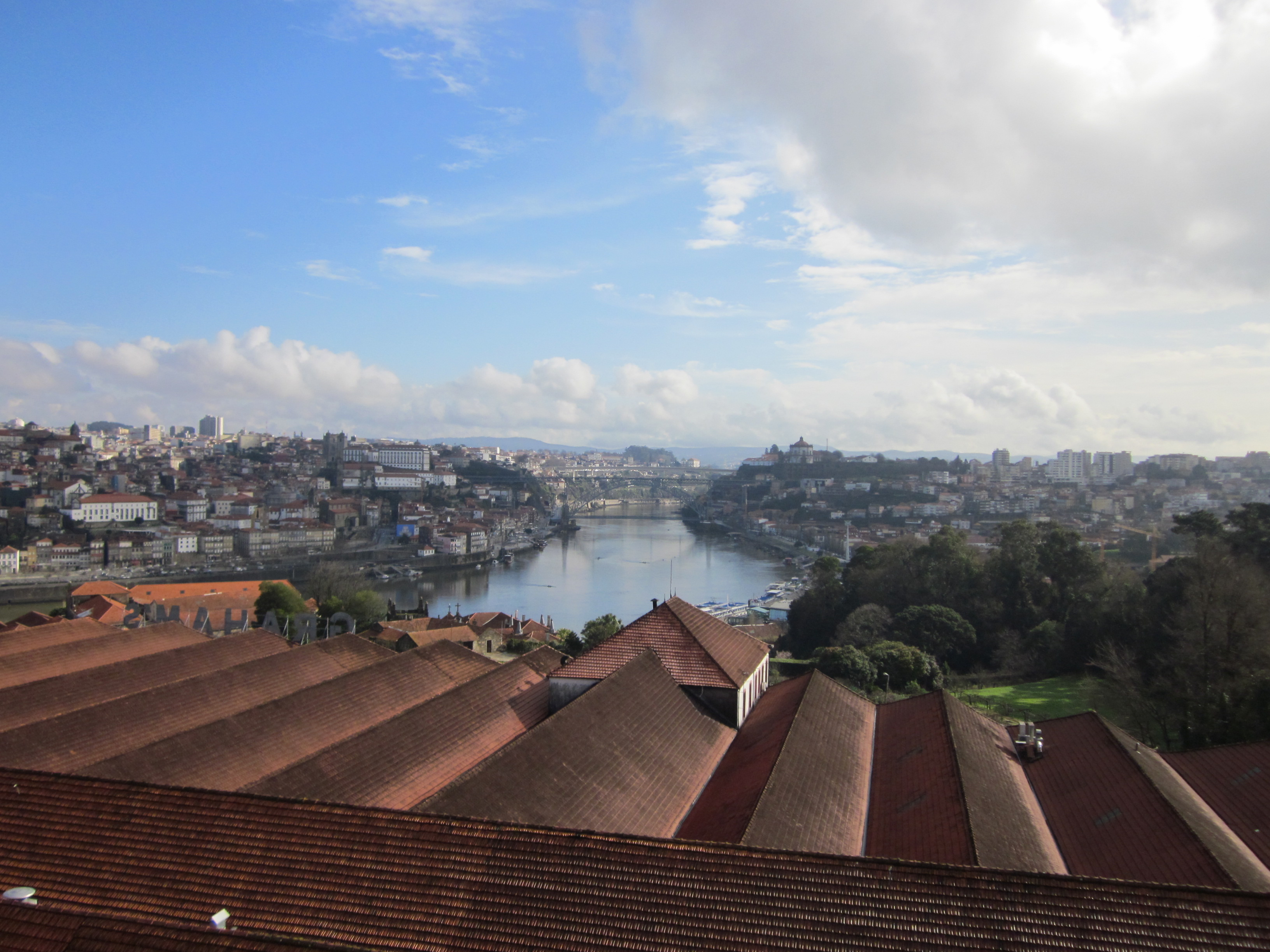
Bodega Graham
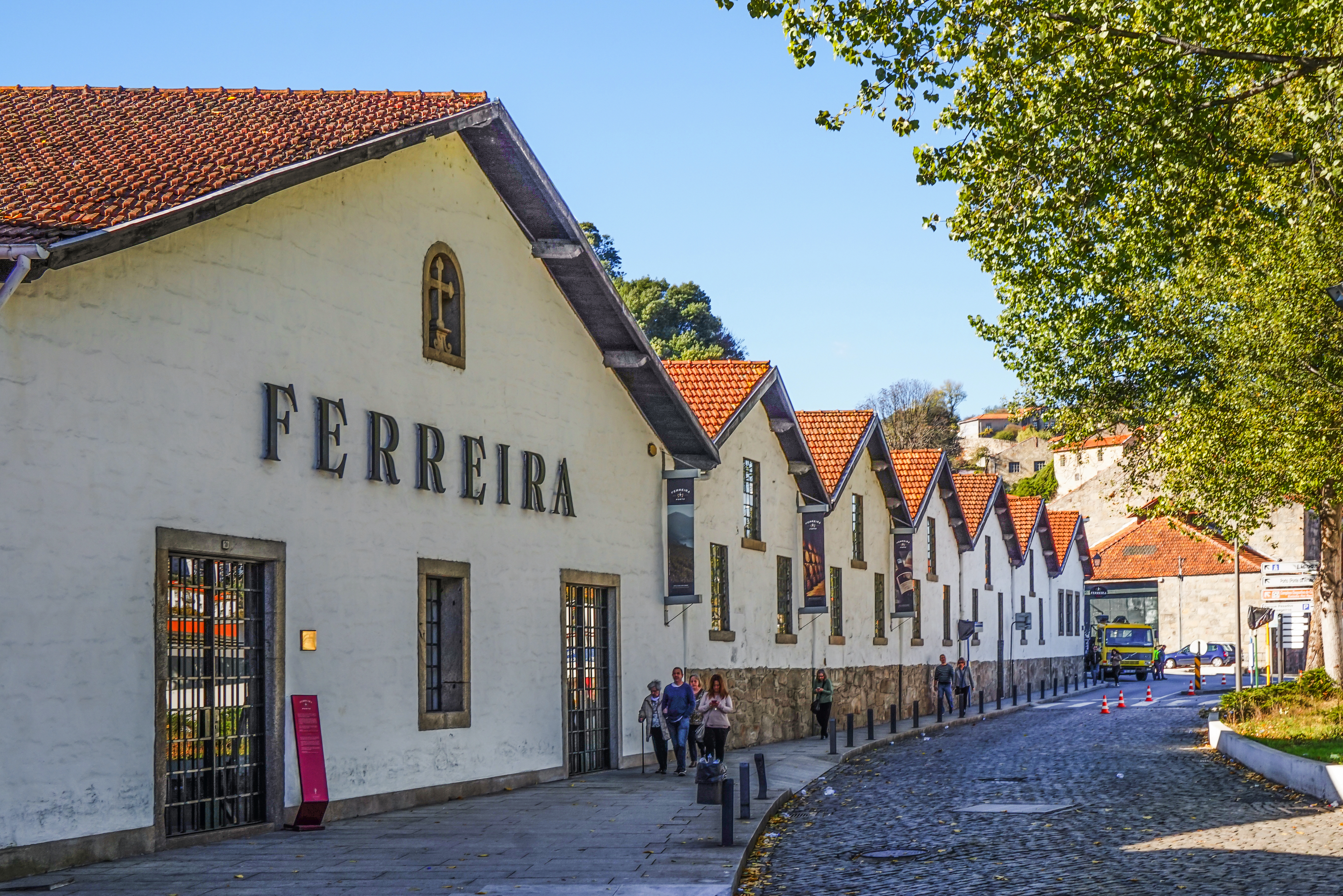
Bodega Ferreira

Otras denominaciones de origen que también se sitúan en la vega del Duero son las de Arribes, Rueda, Tierra del Vino de Zamora y Toro.